# Étienne-François de Choiseul
Pour les articles homonymes, voir Choiseul.
Pour les autres membres de la famille, voir Maison de Choiseul.
 (avril 2018).
 (avril 2018).
Étienne-François de Choiseul-Beaupré-Stainville, comte puis duc de Choiseul-(Stainville) [en 1758] et duc d'Amboise [en 1764], né le 28 juin 1719 à Nancy et mort le 8 mai 1785 à Paris, est un homme d'État français. Il fut le chef du gouvernement de Louis XV entre 1758 et 1770.
Il était préoccupé par la modernisation de l'État et son renforcement face au pouvoir de l'Église, symbolisant l'alliance sociologique et politique entre une frange libérale de la noblesse européenne et la bourgeoisie progressiste d'affaires, tout comme William Pitt en Grande-Bretagne, Pombal au Portugal, Tanucci à Naples, Du Tillot à Parme et Kaunitz en Autriche.

Son ami le baron de Gleichen, diplomate allemand au service du Danemark, l'a décrit au physique comme 

« d’une taille assez petite, plus robuste que svelte, et d’une laideur fort agréable ; ses petits yeux brillaient d’esprit ; son nez au vent lui donnait un air plaisant, et ses grosses lèvres riantes annonçaient la gaieté de ses propos. »

 Il est au contraire vu par ses ennemis comme « un boute-feu, qui aurait embrasé l'Europe ». Bête noire de Frédéric II et de Catherine II, qui se plaignaient de son interventionnisme, il a œuvré à resserrer l'alliance défensive avec la cour de Vienne, à la suite du traité du 1er mai 1756, accélérateur de la guerre de Sept Ans.

## Origines

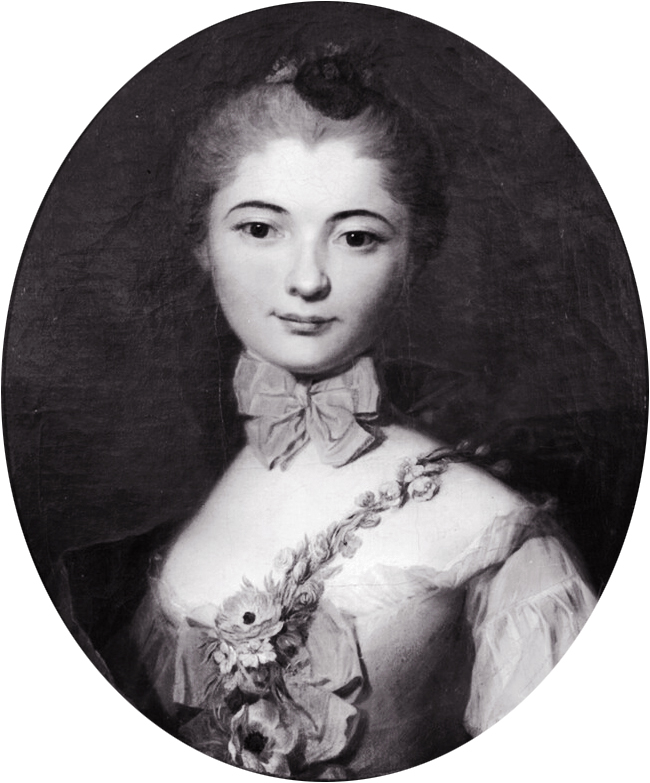
Louise Honorine Crozat du Châtel (1737-1801), duchesse de Choiseul, sans postérité.

La maison de Choiseul est connue au début du XIIIe siècle par le mariage de Renard II de Choiseul avec la princesse capétienne Alix de Dreux, fille de Robert II, comte de Dreux. Par son grand-père, le baron François Joseph de Choiseul-Beaupré (1650-1711), dernier gouverneur de l'île de la Tortue puis gouverneur de Saint-Domingue, Étienne-François de Choiseul héritera de plantations au Bonnet à l'Evêque, paroisse de la Petite-Anse (au Cap-Français), dont il « tire de solides bénéfices ».
Il est le fils aîné de François-Joseph de Choiseul (en), qui avait 30 000 livres de rente et se livrait « au plaisir de la bonne chère, sa passion dominante ».
Il a deux frères, Léopold Charles de Choiseul Stainville (1724-1774), archevêque de Cambrai, et Jacques Philippe de Choiseul Stainville (1727-1789), qui sera fait maréchal de France en 1783, longtemps après la disgrâce de son frère.
Il a aussi une sœur, Béatrix de Choiseul-Stainville, duchesse de Gramont, que le duc passait pour aimer « d’une affection plus que fraternelle ». Amie de la marquise de Pompadour, la duchesse de Gramont est une salonnière et bibliophile, aux manières libres et brusques, une femme impérieuse et tranchante, avec de l'influence sur Étienne François.
Sujet du duc Léopold Ier de Lorraine, Étienne-François reçoit les prénoms du fils du duc. Le souverain — qui fit l'admiration de Voltaire — meurt en 1729 et le prince François-Étienne lui succède. Le Traité de Vienne donnant la Lorraine et le Barrois à Stanislas Leszczynski, beau-père du roi de France, le duc François III Étienne reçoit en compensation le grand-duché de Toscane et nomme le jeune Choiseul « Ministre de Toscane » auprès de la cour de France. Ayant épousé l'archiduchesse Marie-Thérèse, fille aînée de l'empereur, l'ex-duc de Lorraine sera élu empereur en 1745.

## Carrière militaire (1739 à 1749)
Après la défense du Rhin et la campagne de Flandre, il est promu sous-lieutenant en 1739.
Il participe aux campagnes de Bohême en 1741 et d’Italie, notamment la bataille de Coni, pendant la guerre de Succession d'Autriche, dans le régiment de Navarre. Il est promu colonel (1743), puis brigadier et maréchal de camp.
De 1745 à 1748, il est aux Pays-Bas pendant les sièges de Mons, Charleroi et Maastricht et atteint le rang de lieutenant général.

## Mariage (1750)
En 1750, il fait partie, avec le roi Stanislas Leszczynski, des membres fondateurs de l'Académie de Stanislas à Nancy.
Le 22 décembre 1750, Choiseul épouse Louise Honorine Crozat (Paris, 28 mars 1737 - Paris, 3 décembre 1801), fille de Louis François Crozat, marquis du Châtel, lieutenant général des armées du Roi, et de Marie-Thérèse Catherine de Gouffier d'Heilly. Elle était la petite-fille d'Antoine Crozat, homme d'affaires, banquier, première fortune de France sous Louis XIV. Elle lui apporte 120 000 livres de rente et l'hôtel Crozat, rue de Richelieu (nos 91/93), construit en 1706 par Cartault pour Pierre Crozat, grand-oncle de la mariée. Par ce mariage, Choiseul entre dans une famille de noblesse récente, mais très fortunée et composée de grands collectionneurs d'Art, avec la collection Crozat.
Choiseul avait eu un enfant avec la sœur aînée de Louise, déjà mariée avec le duc de Biron. Au moment de mourir, celle-ci aurait fait promettre à sa sœur (âgée de dix ans) d'épouser le futur duc de Choiseul,.
Une autre des sœurs de Louise est une des intimes de la marquise de Pompadour, maîtresse de Louis XV, qui va donc désormais appuyer totalement sa carrière diplomatique.
Sans postérité de son mariage, il adopte Claude-Antoine-Gabriel de Choiseul, fils d'une cousine issue de germains, qui avait épousé sa nièce Marie Stéphanie de Choiseul (1763-1833). Ces neveux ont pour descendants la famille de Marmier.

## Ambassadeur à Rome et à Vienne

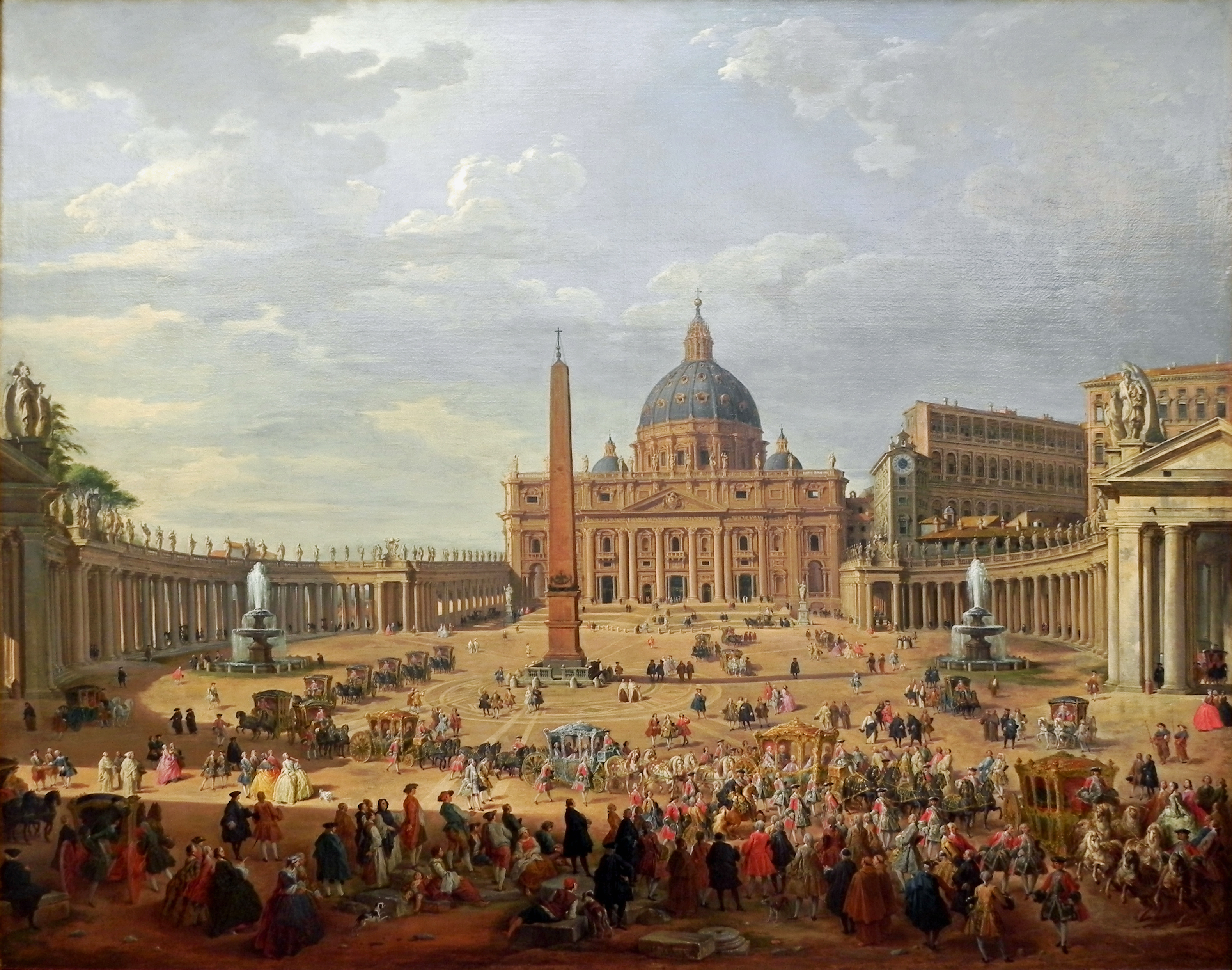
Départ du duc de Choiseul de la place Saint-Pierre, huile sur toile de Giovanni Paolo Panini, 1754, Gemäldegalerie.

Brièvement bailli des Vosges, il devient en juillet 1753 maréchal de camp en Flandre, sous les ordres du prince de Soubise. À son retour, en octobre, une lettre du maréchal de Noailles l'informe que le duc de Nivernais quitte l'ambassade de Rome. Nommé à sa place, il mène les négociations concernant les troubles provoqués par la résistance janséniste à la bulle papale Unigenitus.
En 1757, grâce à l'influence de ses protecteurs, notamment la marquise de Pompadour, il est nommé ambassadeur à Vienne. À cette époque, parallèlement avec le rapprochement entre la Grande-Bretagne et la Prusse, la France, sous l'impulsion du cardinal de Bernis, avait opéré un renversement diplomatique en signant un traité d'alliance avec l'Autriche le 1er mai 1756. Dans ce traité, la France promet de soutenir l'Autriche en cas de guerre tandis que l'Autriche devait apporter son aide à la France contre n'importe quelle puissance ennemie, à l'exception de l'Angleterre.
Après l'invasion de la Saxe, alliée de l'Autriche, par Frédéric II en août 1756, un second traité signé le 1er mai 1757, transforme le précédent accord en alliance offensive : Louis XV s'engage à lever une armée de 105 000 hommes et à fournir à l'Autriche des subsides annuels de 30 millions de livres. Choiseul se défend d'avoir participé à ces négociations mais il semble qu'il en ait eu vent par Madame de Pompadour et le cardinal de Bernis. S'il affirma que la lecture du traité le déprima, il n'en jugea pas moins qu'il était selon lui le seul possible. Il parvient à cimenter la nouvelle alliance entre la France et l'Autriche par un autre traité, assorti de la promesse d'un mariage entre le dauphin, futur Louis XVI, et l'archiduchesse Marie-Antoinette. En récompense, la terre de Stainville est érigée en duché en sa faveur et l’ambassadeur prend le titre de duc de Choiseul dès 1758.
Sa fonction à Vienne est la fois diplomatique et militaire, car il doit concerter les mouvements des armées françaises avec ceux des armées autrichiennes, devenant un point central vers lequel les informations politiques et les faits de guerre convergent. Près d'une centaine de courriers des généraux français lui sont destinés durant les quinze mois de son ambassade. En 1757, les troupes franco-germaniques sont taillées en pièces à la bataille de Rossbach, ce qui fait dire au maréchal de Belle-Isle dans une lettre destinée à Choiseul : « je ne me consolerai jamais que des troupes du roi, que j’ai vues penser si longtemps noblement et agir avec autant de vigueur et de courage, aient perdu si promptement leur réputation et soient devenues le mépris de l’Europe ». Lors de la défaite de Krefeld en 1758, le général vaincu, le comte de Clermont constate dépité que « nous avons seulement le souffle d'une armée ». Pour Choiseul, dans une lettre à Bernis, ce sont les trahisons à Paris qui expliquent ces désastres successifs : « je ne doute pas, écrit-il, que le roi de Prusse ne soit informé très exactement des différents sentiments de nos généraux et des ordres qu’ils reçoivent ; ce sont ces connaissances qui engagent ce prince à remuer avec succès 24 000 hommes vis-à-vis de plus de 120 000 de nos troupes ».
Dans ses ambassades à Rome puis à Vienne, Choiseul a pour adjoint Joseph Roch Boyer de Fonscolombe, qui sera un ami intime du ménage Choiseul de 1754 à sa mort.

## Principal ministre d'État (1758-1770)

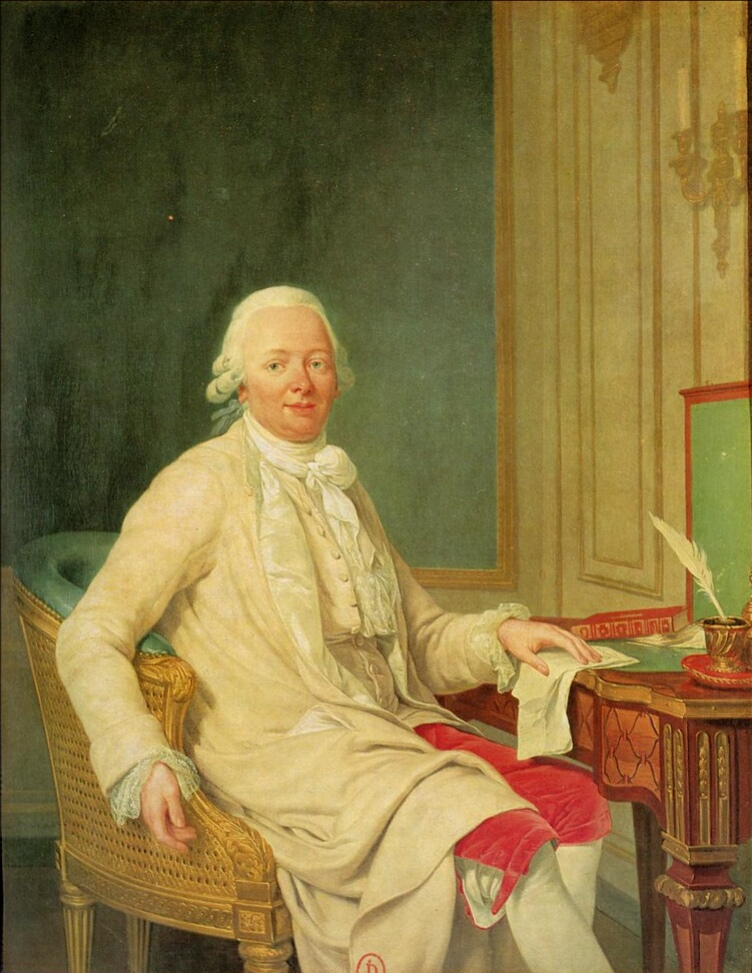
Portrait du duc de Choiseul, huile sur toile d'Adélaïde Labille-Guiard, 1786, château de Versailles.

L'accès au pouvoir de Choiseul en 1758 s'effectue dans un contexte de défaites militaires en Allemagne et de conflit entre Louis XV et la cour à propos de l'influence de la marquise de Pompadour.
Depuis la mort de Fleury en 1743, la France semblait en crise de direction politique et déchirée par les luttes de factions. Rapidement, Choiseul met fin à l'effondrement de l'autorité royale. Sa réussite lui permet de devenir secrétaire d’État aux Affaires étrangères de 1758 à 1761. À peine installé, il fait nommer son ami le financier Jean-Joseph de Laborde banquier de la cour, principale fonction économique et commerciale du royaume.
En politique étrangère, il considérait que les deux premiers traités franco autrichiens avaient été très mal négociés et demande un renouvellement du traité de Versailles entre la France et l'Autriche, prévoyant de s'assister réciproquement et de ne faire la paix que d'un commun accord. Toujours en 1761, il devient secrétaire d’État à la Guerre et à la Marine, poste auquel il avait appelé le lieutenant général de la police Antoine de Sartine, transférant le secrétariat d’État aux Affaires étrangères à son cousin Choiseul-Praslin. En 1766, il reprend les Affaires étrangères, Choiseul-Praslin héritant de la Marine. De 1766 à 1770, succédant au cardinal de Bernis, il est duc et pair de France.
La politique de Choiseul se fait en deux périodes : il se concentre sur l'effort de guerre et les moyens d'en sortir entre 1758 et 1762, puis entre 1762 et 1770 sur la rénovation de la politique étrangère, la reconstruction d'une flotte susceptible de rivaliser avec l'Angleterre et la modernisation de l'armée.

### La guerre de Sept Ans (1756-1763)
Il s'agit d'une guerre qui voit son armée aller de défaite en défaite et sa marine détruite. L'Angleterre en sort grand vainqueur. La France perd la Nouvelle-France après la défaite de Louisbourg et de la Bataille des Plaines d'Abraham, perd Saint-Louis du Sénégal, Ile de Gorée, La Guadeloupe et les comptoirs indiens sont menacés lorsque les Anglais mettent le siège devant Pondichéry. Par ailleurs la guerre coûte cher et les finances françaises en sortent avec de très lourds déficits et une forte dette.

### Le pacte de famille et la recherche d'alliance
Dès le 25 décembre, Choiseul comme ses prédécesseurs n'a de cesse d'alerter la cour des Bourbons d'Espagne sur le danger d'une suprématie britannique dans les Amériques. Choiseul doit cependant attendre la mort de Ferdinand VI pour véritablement arrimer l'Espagne à la France, sans pour autant rester dans l'attentisme ; en effet dans cette période de transition entre 1758 et la fin de 1759, Choiseul pose habilement les jalons de l'alliance future avec le roi de Naples et futur roi d'Espagne Charles III
De manière habile, Choiseul fait savoir au futur Charles III, le 5 juin 1759, que Louis XV s'était assuré qu'au moment de la mort du roi Ferdinand VI, ni la cour de Vienne ni celle de Turin ne feraient aucune démarche pouvant troubler la situation politique de l'Italie et que tout y resterait en l'état jusqu'à la conclusion de la paix générale. Dans cette stratégie, Choiseul vise à ne pas brusquer l’orgueil historique des Espagnols afin de les amener à ses vues. Il semblait difficile à Choiseul « qu'un prince de la maison de Bourbon qui régnerait en Espagne ne se sentît tôt ou tard essentiellement intéressé à s'unir avec la France ».
Le 15 août 1761, il ratifie avec Jerónimo Grimaldi le troisième Pacte de famille entre la France et l’Espagne. Ce pacte est vu comme un des succès diplomatiques majeurs de Choiseul dans sa lutte contre l’Angleterre. D'ailleurs, l’historiographie espagnole au XIXe siècle a reproché au roi Charles III d'avoir été le jouet de la politique de Choiseul, responsable de l'entrée en guerre de l'Espagne durant la guerre de Sept Ans.

### Le traité de Paris de 1763: désastre et revanche future
Choiseul était conscient que, dès le début des hostilités, l'orientation de la guerre fut très mal menée. Il ne fut jamais dupe du soutien autrichien et, dès sa prise de fonction, il n'eut de cesse que de sortir du conflit du mieux possible avec un double objectif : mettre fin à l'alliance entre la Prusse et l'Angleterre et négocier séparément un traité de paix avec les Britanniques. La mort de Georges II en 1760 et le renversement du Premier ministre britannique William Pitt en 1761 lui donnent un cadre politique plus favorable pour avancer une demande de paix directement adressée à l'Angleterre, conduite par de nouveaux dirigeants plus conciliants en la personne de Georges III.
La négociation franco-britannique permet à Choiseul de séparer l’Angleterre de la Prusse. Le 3 novembre 1762 sont signés les préliminaires de paix de Fontainebleau entre la France, l'Espagne et l'Angleterre, qui sont définitivement ratifiés lors du traité de Paris le 10 février 1763. Jamais Frédéric II de Prusse ne pardonna, ce qu'il estima être une trahison de l'Angleterre. La France évacue les territoires des alliés de l'Angleterre en Allemagne, ainsi que les territoires du Hanovre, propriété personnelle du roi de Grande-Bretagne. La Grande-Bretagne rend Belle-Île à la France, prise en 1761. Dans les colonies américaines :
- La Grande-Bretagne obtient de la France l'Île Royale, l'Isle Saint-Jean, l'Acadie et le Canada, y compris le bassin des Grands Lacs et la rive gauche du Mississippi.
- Conformément à la capitulation conditionnelle de 1760, la Grande-Bretagne garantit une liberté de religion limitée aux Canadiens.
- L'Espagne reçoit l'ouest du Mississippi, donc la Louisiane, et le delta ainsi que la Nouvelle-Orléans.
- L'Espagne cède, quant à elle, la Floride à la Grande-Bretagne.
- La France conserve des droits de pêche à Terre-Neuve et dans le golfe du Saint-Laurent. En retour, elle acquiert Saint-Pierre-et-Miquelon et recouvre ses lucratives possessions dans les Antilles en devant toutefois renoncer à sa souveraineté ou ses droits sur la Grenade, Tobago, Saint Vincent et la Dominique.

Dans le reste du monde :
- La France récupère ses comptoirs en Inde (Pondichéry) et son poste de traite des esclaves sur l'île de Gorée (Sénégal) mais elle doit céder Saint-Louis du Sénégal.

Le bilan de ce traité est formellement très positif pour la Grande-Bretagne, qui acquiert un grand empire, alors que la France perd son premier empire colonial. Choiseul, en signant le traité de Paris, dit de manière prémonitoire : « parfait, nous partons, ce sera bientôt le tour de l'Angleterre ». Dans son dernier rapport à Louis XV en 1770, alors qu'il quittait ses fonctions, le duc de Choiseul écrivait qu’il n’y avait aucun regret à avoir abandonné le Canada : « je crois que je puis avancer que la Corse est plus utile de toutes les manières à la France que ne l’était ou ne l’avait été le Canada ». La Corse avait été achetée aux Génois en 1768 — pour 200 000 livres tournois, somme devant être payée chaque année pendant dix ans — afin de rétablir la maîtrise de la France en Méditerranée.
Cette vision du traité de Paris est depuis une dizaine d'années radicalement remise en question par l'historiographie anglo-américaine comme l’écrit l’historien Dull : le traité de Paris, aussi désastreux qu’il puisse paraître à première vue, a permis à la France de conserver son statut de puissance maritime grâce à la restitution des Antilles et des droits de pêche devant Terre-Neuve avec Miquelon et Saint-Pierre. Les concessions des Anglais sur le sujet constituèrent à maints égards une grande faute. Une fois la paix signée, la France commença à reconstruire son armée et à rétablir un ordre militaire conséquent sur mer et sur terre. Son adversaire le plus implacable durant la guerre de Sept Ans, William Pitt, dira de Choiseul qu'il fut « l'homme d'État le plus éminent depuis Richelieu ».
Dans l’espoir qu’un nouveau conflit, cette fois-ci victorieux, pourra rétablir l’équilibre des puissances en Europe, Choiseul réforma avec énergie l’armée et la marine. L’un des premiers actes de cette politique de redressement fut l’ordonnance du 10 décembre 1762, qui donnait à l’infanterie une forme nouvelle. Chaque bataillon fut composé d’une compagnie de grenadiers et de huit compagnies de fusiliers. La même ordonnance établissait sur des bases plus solides, l’administration intérieure, la police et la discipline des corps. Elle réformait les commandants de bataillon, qui ne devaient plus être employés dans ce grade qu’à l’armée seulement, supprimait les prévôts, créait un sous aide-major et deux porte-drapeaux, choisis parmi les sergents, pour remplacer les deux enseignes. 92 régiments étaient conservés sur pied. Cette ordonnance provoqua la démission de beaucoup de vieux officiers attachés à leurs privilèges et à l’ancien ordre des choses.

### Naissance du patriotisme
Le mot patriotisme, selon Monique Cottret, fut créé vers 1750 à partir de l'anglais Patriotism au moment de la traduction du livre de Lord Bolingbroke Lettres sur l'esprit du patriotisme et sur l'idée d'un roi patriote par Claude de Thiard de Bissy . Le mot fut instrumentalisé en France par Choiseul durant et après la guerre de Sept Ans pour mobiliser l'opinion. Il fut notamment utilisé pour glorifier la France et fustiger l'Angleterre comme dans le poème de 1762 de Charles-Pierre Colardeau Le Patriotisme. Choiseul encouragea également les académies à se saisir du sujet. C'est ainsi que l'abbé Millot adressa à l'Académie de Lyon un Discours sur le patriotisme français. De même, l'Académie française dédia ses concours à l'apologie des grands hommes là où auparavant ils étaient utilisés pour magnifier l'action de Louis XIV. Monique Cottret note : 

« Sous Louis XV, les grands hommes viennent au secours d'une monarchie déclinante. Choiseul est au centre de cette approche de la politique par l'opinion. »

### Une réorientation de la politique diplomatique et une tentative de reconstruction de la puissance française

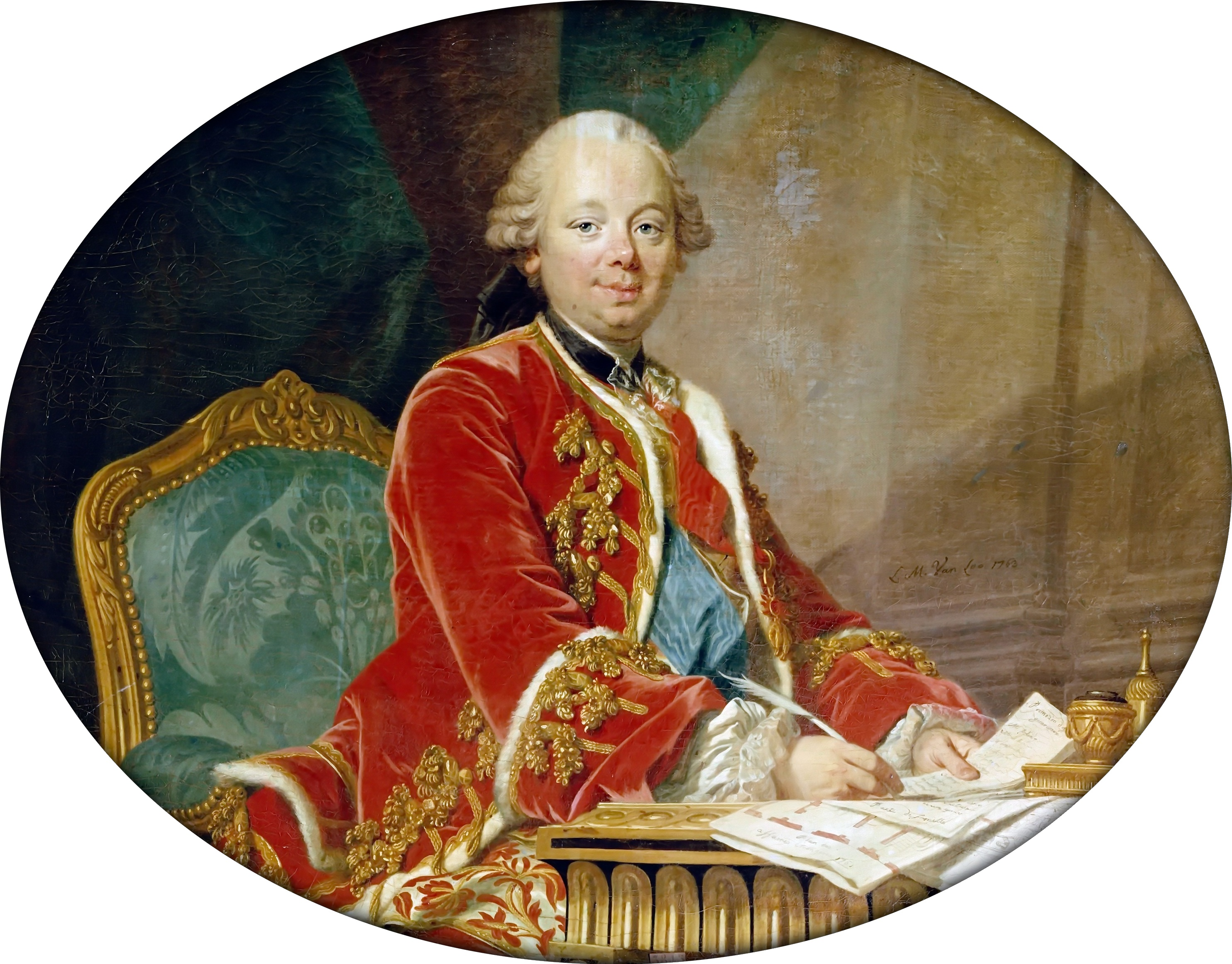
Étienne-François, duc de Choiseul-Stainville (1719-1785), huile sur toile de Louis Michel van Loo, 1763, château de Versailles.

L'échec de la France et de l'Autriche (ainsi que de leurs alliés) à vaincre la Prusse était considéré par Choiseul comme une des principales raisons de la perte par la France de nombreuses colonies au profit des Britanniques, tandis que les Autrichiens n'avaient guère été impressionnés par le niveau de l'aide française reçue en vue de récupérer la Silésie. Le comte de Mercy-Argenteau, nouvel ambassadeur autrichien, n'avait pas l'habileté ni l'intelligence politique de son prédécesseur Starhemberg (1755-1766).
Cette déception conduisit à un refroidissement des relations entre les deux États : la France se rapprocha de sa voisine, l'Espagne, tandis que l'Autriche se tourna vers son allié russe à l'Est, avec lequel elle partageait une hostilité envers l'Empire ottoman. La conséquence fut, de la part de Choiseul, un retrait progressif de la politique française vis-à-vis de l’Europe de l’Est et une réorientation diplomatique axée sur la revanche de la Grande-Bretagne. Cette volonté de réorientation se traduisit notamment en Italie, où Choiseul fit du duché de Parme une vassalité de la France, et ceci par le moyen de son protégé Guillaume du Tillot, Premier ministre du duché de Parme, mis en place par la France et l'Espagne.
D’ailleurs, par souci de limiter l'influence des Autrichiens, Choiseul exprima sa préférence pour une cousine de Louis XV, Bathilde d'Orléans, particulièrement riche, mais l'Espagne repoussa cette proposition. Cette politique mécontenta les partisans de la politique autrichienne sans que pour autant Choiseul bénéficiât du soutien des dévots. Un exemple de ce refroidissement fut sa disgrâce fin 1770 et son remplacement à la tête du ministère des Affaires étrangères par le duc d'Aiguillon. Cette décision de Louis XV fut largement considérée avec satisfaction par le chancelier Kaunitz, le jugeant plus malléable et moins compétent que Choiseul.

#### Réformes militaires: la refondation d'un outil de puissance
L'organisation de l’armée durant les premières années de la guerre de Sept Ans fut catastrophique, les différents ministres qui se succédèrent n’ayant jamais eu assez d’autorité politique pour véritablement définir et proposer un cadre prospectif de réforme. Confusion et désertion (trois amnisties furent accordées par le roi entre 1757 et 1761) régnaient à tous les niveaux de la hiérarchie militaire. On dut incorporer les milices aux compagnies faute d’hommes volontaires. Les principales réformes entamées notamment par Marc-Pierre de Voyer de Paulmy, comte d'Argenson (1743-1758) et Charles-Louis-Auguste Fouquet de Belle-Isle (1758-1761) concernaient les fortifications, les camps militaires, les hôpitaux militaires et l’artillerie, sans toucher directement à l’organisation des corps militaires eux-mêmes. Belle-Isle, nommé le 3 mars, augmenta le traitement des officiers et la solde des soldats (2 deniers).
Choiseul, avant même la fin de la guerre de Sept Ans, entreprend de profondes réformes militaires : par l’édit royal du 4 janvier 1761 est instituée une école militaire pour 500 gentilshommes afin d’élargir la base sociale de recrutement des officiers de l’armée. Seuls les orphelins pouvaient être reçus jusqu'à 13 ans. Il fallait être sain de corps et d'esprit, savoir lire, écrire et compter et prouver quatre générations de noblesse. À 18 ans, les jeunes élèves devaient entrer dans les régiments et, pendant les trois premières années, ils recevaient du roi une pension de 200 livres. Leur éducation, dit le texte de l'édit, comprendra tout ce qui peut contribuer à former un bon chrétien, un militaire, un homme sociable. L'instruction portera sur la religion, l'histoire, la géographie, les langues latines et allemandes, les mathématiques, les exercices militaires, l'équitation, l'escrime, la danse et le dessin. La garde de l'école était confiée à une compagnie de 50 invalides. L'ordonnance du 27 décembre 1760 vise à faire de l’administration civile du royaume la principale organisatrice du recrutement des armées du Roi, elle est éditée afin de combler les béances du recrutement, elle institutionnalise le projet de recrues provinciales avec un règlement : établissant le cadre d’organisation pour la mobilisation des recrues volontaires au niveau des provinces. Pour ce faire, un commissaire établi dans chaque généralité sera chargé des enrôlements et ceci en étroite liaison avec les intendants du royaume.
Les ordonnances capitales des 10 et 21 décembre 1761 et 1er février 1761 dotent chaque régiment d’une caisse de financement avec un officier comptable trésorier du régiment ; le major était déclaré officier supérieur à tous les capitaines, le grade de brigadier des armées du roi pouvant lui être directement conféré : ils sont les dépositaires de la discipline, de la surveillance des officiers et du commandement des exercices. Les grades d’enseigne et de cornettes sont abolis et remplacés par les sous-lieutenants institués dans chaque compagnie. En outre, ces ordonnances déchargeaient les capitaines des responsabilités du recrutement et de la prise en charge des soldats (habillement, solde), le roi prenant en charge les dettes contractées par le capitaine du régiment pour l’entretien des compagnies. Leurs fonctions devaient être remplies par les sous-lieutenants nouvellement institués dans toutes les compagnies. Le grade de maréchal des logis dans la cavalerie fut également supprimé ainsi que toutes les prérogatives qui y étaient attachées. Les nouveaux sous-officiers de cavalerie, appelés cependant maréchaux des logis, furent établis au rang de sergent d'infanterie. Les sous-officiers ne sont plus nommés par les capitaines mais devaient être désignés par voie d'élection par les sergents dans l'infanterie, les maréchaux des logis dans la cavalerie, ainsi que les quartiers-maîtres et porte-drapeau, qui choisissaient trois noms dans la liste des brigadiers. Cette pré-sélection était présentée au major qui, avec l’accord du plus ancien capitaine, sélectionnait un nom qu'il portait au colonel. Celui-ci nommait alors le nouveau sergent. Les quartiers-maîtres (adjudant de bataillon), porte-drapeau (sous-lieutenant), sous-aide-major (lieutenant) choisis parmi les sergents, étaient nommés par le roi sur la présentation du colonel.

« Les officiers n'avaient plus qu'un seul devoir : veiller à l'instruction des hommes et au bon entretien des chevaux. La nouvelle constitution des régiments étrangers était réglée d'après les mêmes principes »

— Lucien Mouillard.
Les compagnies n'eurent plus de rang d'ancienneté qui leur fût propre et prirent entre elles le rang d'ancienneté de leur capitaine. D'après Lucien Mouillard, « les compagnies ne devaient plus être vendues. Pour compléter cette réforme, par l'ordonnance du 1er février 1763 on établissait 31 régiments de recrues d'un bataillon en résidence dans chacune des capitales de province et un régiment de 2 bataillons à Saint-Denis. Les préposés aux recrues, établis depuis 1760, devaient faire conduire les recrues à ces bataillons. Le prix d'engagement était fixé à 30 livres pour 8 années ; le tiers donné lors de la signature, un tiers au régiment de recrue et le reste au régiment définitif […]. La durée de l'engagement était fixée à 8 ans, avec promesse formelle d'accorder le congé à l'expiration de ce terme, le soldat restant toutefois sujet à la milice. Pour le recrutement des soldats étrangers on devait procéder de la même manière ». L'historien ajoute : « l'armée gagnait à la réforme de Choiseul de devenir partie intégrante de la nation, tandis qu'autrefois elle était uniquement l'instrument de la volonté du roi ».
Les canons et les fusils furent transformés — c'est la réforme de Gribeauval. Malheureusement pour les fusils, la contestation sur la méthode employée pour le choix des fusils à réformer aboutit au procès des Invalides, en 1773.

#### La reconstruction de la marine
Le trésor royal étant exsangue, il lance le « don des vaisseaux » qu'il fait financer grâce à la volonté de revanche de l'opinion. Il investit dans les colonies des Antilles, notamment Saint-Domingue, et il achète la Corse à la république de Gênes mais subit un lourd échec en tentant une opération de colonisation rapide de la Guyane.

#### L'annexion de la Lorraine
Choiseul, à la suite du décès du roi et duc Stanislas Leszczyński en 1766 et conformément à la convention de 1735, en février 1766, prend officiellement possession du Barrois et de la Lorraine au nom du roi. Il crée le Grand-gouvernement de Lorraine-et-Barrois qui acte l'annexion du Duché de Lorraine et de Bar par le royaume de France. Ce Grand gouvernement gérait les territoires suivants :
- le duché de Lorraine et de Bar,
- la province des Trois-Évêchés (province Française de facto depuis 1552),
- le Luxembourg français (bailliage de Thionville, prévôté de Montmédy),
- le duché de Carignan,
- le pays de la Sarre,
- le duché de Bouillon.

#### La relance de la politique méditerranéenne
La politique méditerranéenne de Choiseul peut se comprendre par sa corruption par des agents d'influence ottoman déguisé en marchands, sous prétexte officiel de contenir la puissance russe par l'entremise de l'Empire ottoman (voir Archives des Affaires étrangères). En effet la Méditerranée est inscrite dans une vision géopolitique hantée par la menace russe notamment. Dans l'espoir de desserrer l'emprise russe en Pologne, où Stanislas Auguste Poniatowski avait été élu roi en 1764 sous la protection des troupes de Catherine II, Choiseul s'efforça de convaincre l'empire ottoman, inquiet pour sa propre sécurité, à entrer en guerre contre la Russie. Ses instructions furent servies avec zèle par le nouvel ambassadeur français à Constantinople, puisque le Grand Seigneur entra en conflit contre la Russie en octobre 1768.
Cette volonté anti-russe, inspire à Choiseul non seulement des instructions précises aux ministres envoyés à Saint-Pétersbourg, mais aussi le conduit à soutenir financièrement les confédérés polonais. Le premier ministre ordonne au comte de Vergennes, ambassadeur de Constantinople, de pousser le Sultan à la guerre contre la Russie. Cette volonté se précise dans un mémoire envoyé par Choiseul à son chargé d'affaires en Russie Sabatier de Cabre, le 30 mai 1769 : « le vœu du roi est donc que la guerre actuelle entre la Russie et les Turcs dure assez de temps pour que la cour de Saint-Pétersbourg, humiliée ou du moins épuisée ne puisse de longtemps penser à abuser de la puissance[…] et s'immiscer aussi avant dans les affaires générales de l'Europe qu'elle a été tentée de le faire vers la fin des deux guerres […] La France seule s'est montrée résolue de s'y opposer ».
Malgré les mises en garde de Vergennes, Choiseul est certain de la puissance militaire de l’Empire ottoman non pas tant pour vaincre la puissance russe mais du moins pour retarder son affirmation en Europe. Cette politique légitimement cynique encourage une guerre qui débute dès 1768. En 1770, année du départ de Choiseul du pouvoir, la flotte russe intervient en Méditerranée et détruit la marine de guerre ottomane lors de la bataille de Tchesmé (5 juillet). En août de la même année, la victoire terrestre de Kagoul établit définitivement la supériorité militaire russe. La Méditerranée orientale semble sous tutelle russe, Choiseul alarmé des projets de conquête de Constantinople nourris par Catherine II conduit son ambassadeur Saint-Priest à proposer le baron de Tott comme conseiller militaire au sultan Mustapha III afin de défendre les Dardanelles. Ceci n'empêchera pas la défaite finale de l'Empire ottoman, la diplomatie française dirigée par le duc d'Aiguillon ne poursuivra pas la stratégie offensive de Choiseul qui se retires de toute ambition géopolitique. Le traité de Kütchuk-Kaïnardja (21 juillet 1774) marque l'expansion méridionale de la Russie.
Les conceptions géopolitiques de Choiseul à propos de la Méditerranée ont été de nouveau discutées au début du règne de Louis XVI, partisan de la conquête de l'Empire ottoman, notamment à partir de sa province la plus riche : l'Égypte. Choiseul s'oppose à la politique de Vergennes qui soutient une démarche plus classique d'alliance avec l'empire Ottoman. Dans son projet égyptien, Choiseul aura pour héritier Napoléon Bonaparte.

#### L’acquisition de la Corse
À partir de 1763, Choiseul réoriente la diplomatie française vers le Sud et délaisse le versant nord-européen. Cette politique vise à contrer l'influence grandissante de la Grande-Bretagne. Dans la Méditerranée orientale, il renoue la politique de Louis XIV et de François Ier envers l'Empire ottoman en établissant un dialogue politique et une coopération soutenue, avec ce dernier. En Méditerranée occidentale orientale, la Corse occupe une position importante et est de ce fait un objectif fondamental pour le ministre français. Entre-temps, incapable de s'opposer toute seule à la révolte corse, Gênes doit faire appel au roi de France pour obtenir des troupes d'occupation à envoyer sur l'île en sédition.
Choiseul voit dans cet appel l'occasion qu'il cherchait pour occuper l'île sans déchaîner un nouveau conflit européen tel que la France ne pourrait soutenir à l'instant. Plusieurs milliers de soldats français — pour le compte du gouvernement de Gênes et à ses frais — sont ainsi envoyés garnir les forteresses de l'île contre les Corses qui les assiègent. Toutefois, Choiseul préfère tenir ses troupes enfermées dans les ports et dans les forteresses corses plutôt que de balayer la révolte, en se donnant des airs de médiateur entre les Corses et Gênes. En quelques années, sans avoir rien obtenu, l'ancienne république se trouve endettée envers le roi de France au-delà de ses possibilités économiques. Ainsi, Choiseul force Gênes à céder la Corse, en résignant les créances que le roi de France a sur Gênes : elle avait cumulé une dette de 2 millions de lires avec Louis XV pour l'aide militaire qu'il avait fournie à la République ligure pour « réprimer » la révolte des Corses.

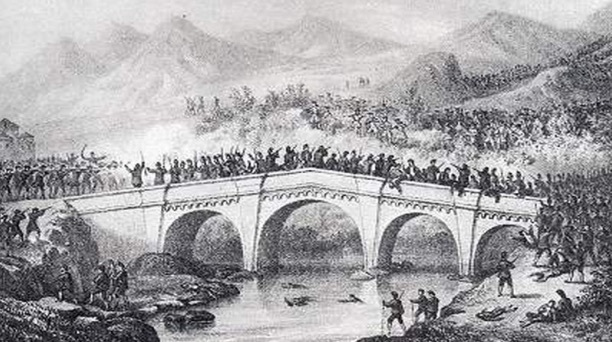
La bataille de Ponte-Novo, qui se déroule du 8 au 9 mai 1769, se solde par une victoire décisive de l'armée française sur les troupes paolistes.

Le traité de Versailles du 15 mai 1768 rattache la Corse au patrimoine personnel du roi de France, c'est-à-dire que l'île reste juridiquement possession de la république de Gênes mais que, de fait, elle est occupée et administrée par la France. Il n’est à l’origine qu’un traité de « conservation ». En effet, moyennant une rente annuelle d’environ 200 000 lires pour une durée de 10 ans, la république de Gênes ne cède pas ses droits de souveraineté sur la Corse à la France, laquelle est chargée d’administrer et de pacifier l’île. Néanmoins, Gênes, ruinée, est incapable de rembourser à la France les frais occasionnés par la pacification des troupes de Louis XV exigés dans les deux derniers articles « séparés et secrets » du traité.
Louis XV, qui refuse de reconnaître la République corse comme légitime, envoie son armée prendre possession de l'île. Le 9 octobre 1768, les troupes paolistes mettent en déroute l'armée française à Borgo. Cependant, le 8 mai 1769, les Corses perdent la bataille de Ponte-Novo et la Corse passe sous administration militaire française. Le 13 juin, Pascal Paoli quitte la Corse pour la Grande-Bretagne. La même année, Louis XV ordonne la fermeture de l'université de Corte. L'acquisition de la Corse par la France fut perçue par la Grande-Bretagne comme un revers diplomatique attestant d'un retour inquiétant de la puissance française.
La politique méditerranéenne de Choiseul refit surface durant le début du règne de Louis XVI, ceci à la suite de l'affaiblissement de l'Empire ottoman. Sous le règne de Louis XVI, deux politiques s'opposaient : l'une, défendue par Choiseul, préconisait une conquête pure et simple et l'établissement d'un empire colonial français, à l'image de celui que les Anglais se taillaient en Inde, l'autre dont Vergennes était le partisan, voulait au contraire renforcer l'Empire ottoman en l'aidant à se moderniser de façon à préserver l'équilibre territorial européen tout en développant l'influence française.

#### Le conflit avec Genève
Choiseul, comme ses devanciers et en premier lieu Colbert, visait à affirmer une politique étrangère liée aux intérêts économiques. En tant que colonel général des Suisses et Grisons (1762-1770), il institua et fit ratifier avec les cantons suisses catholiques en 1764 une capitulation générale (traité d'alliance) pour tous les régiments suisses permanents au service de France.
Ce fut toutefois à l'occasion d'une crise spécifique avec les autorités de Genève que se déployèrent tous les aspects de la politique de Choiseul. En juin 1762, le petit conseil de Genève ordonna que le Contrat social et L’Émile de Jean-Jacques Rousseau fussent lacérés et brûlés par le bourreau, et décréta en outre que Rousseau devait être « saisi et appréhendé » s'il venait à Genève. La condamnation de Rousseau et de ses livres provoqua de graves troubles sociaux à Genève. Pour rétablir l’ordre dans la République, les Conseils restreints décidèrent, en décembre 1765, de faire appel aux puissances garantes. De mars à novembre 1766, les ministres plénipotentiaires zurichois, bernois et français écoutèrent les arguments des partisans et des adversaires des Conseils restreints puis élaborèrent un plan de pacification de la république de Genève.
Cependant, toutes ces manœuvres politiques ne parvinrent pas à convaincre le parti populaire et, le 15 décembre 1766, 1 095 citoyens et bourgeois, contre 515, rejetèrent le projet de règlement des médiateurs. Le jour même, le représentant de Louis XV déclara que le roi, son maître, était indigné de la conduite « indécente », « insolente » et « téméraire » du peuple de Genève, et il leur fit savoir qu’à partir de ce jour, Louis XV leur interdisait « l’entrée et le commerce dans son royaume ». Ceux qui, malgré cette « défense », essayeraient néanmoins de « se présenter sur les terres de Sa Majesté », y seraient « arrêtés » et leurs marchandises « saisies ». Pour contraindre les Genevois à accepter l'édit de pacification, Choiseul les soumit en 1766 à un blocus sévère.
Dès 1767, il soutint le projet de Versoix-la-Ville, chercha à y établir une manufacture royale d'horlogerie et à y créer un port (qui portera son nom) pour ruiner Genève, projet qui ne se releva pas de la disgrâce du ministre en 1770.

#### La crise des Malouines
Dans le recensement des causes de la chute de Choiseul, il faut nécessairement évoquer la crise des Malouines de 1770 qui se révéla une crise diplomatique de grande ampleur entre la Grande-Bretagne et l'Espagne, à propos de la possession de cet archipel de l'Atlantique Sud. Ces événements ont été la cause d’une situation de guerre. Finalement, c'est un manque de soutien français envers l'Espagne qui a désamorcé les tensions, l’Espagne et la Grande-Bretagne s’obligeant à établir un compromis aux termes duquel les deux nations ont maintenu leurs colonies sans renoncer à leur revendication sur les îles.
En juin 1770, le gouverneur espagnol de Buenos Aires envoie cinq frégates à Port-Egmont, dont le petit détachement britannique se trouve sous le commandement de George Farmer. Lorsque le Parlement se réunit en novembre à Londres, les députés, indignés par cette insulte à l'honneur national, réclament une action immédiate. Beaucoup de parlementaires britanniques ayant considéré l’annexion de la Corse par Choiseul en 1768 comme un échec diplomatique sont irrités par ce qu'ils estiment être une menace similaire envers les Malouines.
Au milieu de cette avalanche de menaces et contre-menaces, les Espagnols tentent de renforcer leur position en réclamant le soutien de la France, invoquant le Pacte de Famille entre les deux branches royales des Bourbon. Mais Louis XV va reculer. Il écrit à son cousin Charles III : « Mon ministre souhaite la guerre, mais je n'en ai pas envie ». Choiseul est démis de ses fonctions, et sans le soutien français les Espagnols sont obligés de chercher un compromis avec les Britanniques.
Cette crise a eu des répercussions ultérieures: au cours de la guerre d'Indépendance américaine, les Britanniques allaient penser que, à l'instar de ce qui s'était passé aux Malouines, la France n'oserait pas intervenir dans leurs affaires coloniales. Théorie qui se révèlera fausse à ce moment-là, et portera préjudice aux intérêts britanniques.

### Économie et finances publiques

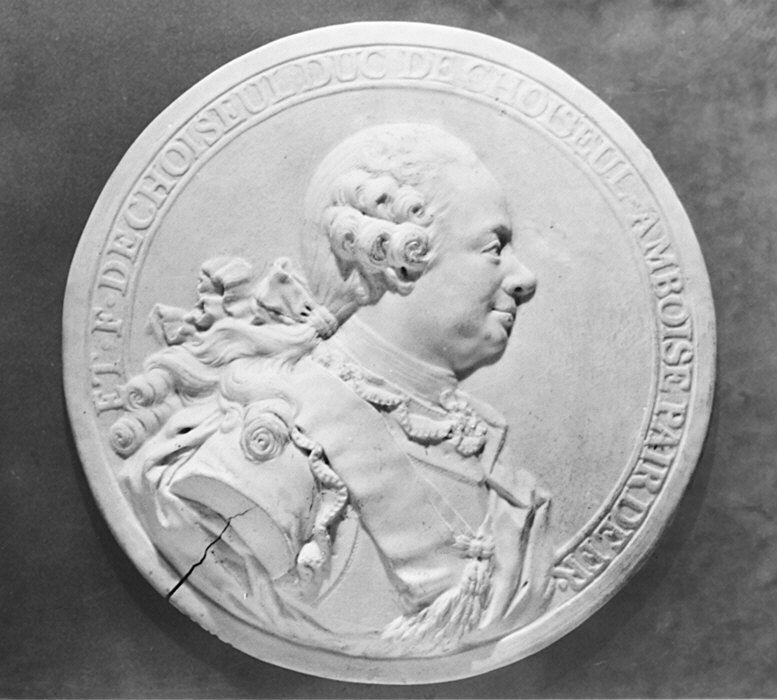
Médaillon en céramique-porcelaine de Sèvres représentant le duc de Choiseul, conservé au Metropolitan Museum of Art.

La politique financière constitue, à tout le moins, le plus notable échec de la politique de Choiseul. L’historien Lucien Mouillard juge que ses réformes notamment militaires ont été trop ambitieuses : « la solde de l'armée en 1748 coûta 112 746 200 livres pour 406 000 hommes servant à différents titres. La solde était insuffisante, mais les capitaines et les colonels soulageaient la misère du soldat. En 1770, la dépense réelle fut de 94 000 000, pour 203 000 hommes sous les armes ; le ministre avait demandé au conseil des finances 64 millions ; le conseil en avait accordé 55 ; déficit pour cette seule année, 39 millions ; 15 ans plus tard, en 1786, la dépense réelle fut de 115 millions, pour 198 000 hommes, le ministre demandait 90 millions ; le conseil en accordait 80. Ce fut pendant 30 ans un déficit de 35 à 40 millions. La réforme de Choiseul fut donc une des causes nombreuses de la catastrophe financière de la fin du siècle ».
Cette critique omet de dire que Choiseul, à l'instar de son prédécesseur Louvois, est préoccupé de maintenir et de préserver le rang de la France et ceci à n'importe quel prix financier. Choiseul durant son gouvernement n’eut pas de ministre de l'envergure de Philibert Orry sous le ministère précédent de Fleury pour donner des bases solides à ses finances. Choiseul était comparable à Louvois plutôt qu'à Colbert ; la France du dehors plutôt que la France du dedans. D'ailleurs, au contraire de ses prédécesseurs il avait expressément réduit le pouvoir du contrôleur général des finances au profit d’un cercle de financiers tels Laborde, banquier de la cour qui procura des secours au Trésor, en même temps qu'elle lui donnait autorité sur le contrôle des finances.
Durant la guerre de Sept Ans, la politique était évidemment celle de l'urgence : il fallut recourir à l’émission de multiples emprunts et à une augmentation des impôts afin de pallier le déficit entraîné par la guerre. Cette économie de guerre se poursuivit paradoxalement après la paix. Pour Choiseul les finances relevaient de l'intendance, c'est-à-dire de quelque chose de secondaire au regard de l'ambition de ses projets ; ce fut son erreur, qui ne lui était pas d'ailleurs imputable à lui seul, Louis XV ayant abandonné toute volonté de réforme financière depuis le retrait du projet de Jean-Baptiste de Machault d'Arnouville en décembre 1751. Durant le gouvernement Choiseul, il y eut six contrôleurs généraux des finances successifs :
- 25 août 1757-4 mars 1759 : Jean de Boullongne
- 4 mars 1759-21 novembre 1759 : Étienne de Silhouette
- 23 novembre 1759-13 décembre 1763 : Henri Léonard Jean Baptiste Bertin
- 13 décembre 1763-1er octobre 1768 : Clément Charles François de L’Averdy
- 22 septembre 1768-22 décembre 1769 : Étienne Maynon d'Invault
- 22 décembre 1769-24 août 1774 : Abbé Joseph Marie Terray

Ceux-ci ne surent ni ne purent réellement réorganiser de manière équilibrée la politique financière du royaume. Les parlements, dans cette situation, jouèrent un rôle des plus néfastes en bloquant toute velléité de réformes. Bien entendu, Choiseul, obsédé par la guerre contre l'Angleterre, ne voulut contrevenir à ce conservatisme, le soutien fiscal du parlement de Paris pour une éventuelle guerre contre l'ennemi britannique étant à ses yeux à ce prix. À cette première cause de l’insuccès dans les reformes financières, il faut ajouter qu'à la différence des domaines de souverainetés extérieures ou régaliens (affaires étrangères, police et armée), Choiseul n'était pas l'unique détenteur des pouvoirs sur le contrôle général des finances ; sa protectrice madame de Pompadour et ses obligés avaient aussi leur droit de regard sur la politique financière, ce qui ne pouvait que conforter l'impression d'une certaine instabilité.
Néanmoins, la stratégie économique de Choiseul ne se réduit pas à la politique financière ; en matière économique, il mène, avec Henri Bertin, contrôleur des finances entre 1759 et 1763, un programme ambitieux de rénovation de l'agriculture. Ce programme s'inscrivait dans le cadre d'une politique résolument libérale dont la plus notable mesure fut celle décidée avec le successeur de Bertin au contrôle des finances, Clément Charles François de L’Averdy : elle reposait sur la mise en application les théories des physiocrates qui préconisaient la liberté du commerce des grains. En 1763 et 1764, ils supprimèrent toute entrave au commerce des grains, à l'intérieur des frontières, puis à l'international. Les belles récoltes et les bas prix des années 1760-1763 incitaient à l'optimisme. Cela déclencha 6 ans de révoltes populaires jusqu'à l'annulation en 1770 par l'abbé Terray.
L'Averdy est renvoyé à la fin de septembre 1768. Turgot rétablit cette libéralisation en 1774, mais seulement à l'intérieur des frontières.

### Choiseul, les parlements, les jésuites et la monarchie
Pour Emmanuel Le Roy Ladurie :

« Le bilan de ce long ministère Choiseul, tel que tracé avec brio par Guy Chaussinand-Nogaret, n’est pas négligeable. Et d’abord s’esquisse, Choiseul en tête, un rapprochement du souverain avec les élites, en particulier celles de la haute robe et des parlements. Elles avaient été par contre fort malmenées sous le règne précédent, celui de Louis XIV et pas toujours très caressées ultérieurement par Louis XV. À ces hauts magistrats, fort gallicans, nationalistes français anti-romains, les choiseuliens jettent d’abord en pâture, comme un os à ronger, l’ordre des jésuites. Ceux-ci, en dépit de tout, avaient quelques mérites. Excellents pédagogues, ils formaient, dans leurs collèges d’enseignement secondaire, une bonne partie de la France écrivailleuse et savante, à commencer par le grand Voltaire en personne. Mais la faction janséniste les détestait et elle avait pour ça quelques raisons « valables », fussent-elles bonnes ou mauvaises.
Les jansénistes en effet n’aimaient pas du tout le laxisme en matière de mœurs qu’était censée professer la Compagnie de Jésus. Ils détestaient donc d’autant plus la « synagogue de Satan » qu’était devenue, à les en croire (ils exagéraient), l’Église de France, ainsi que la papauté, gangrenées qu’elles étaient l’une et l’autre par la corruption, par les « affaires ». Ces disciples de Jansénius avaient donc besoin d’un bouc émissaire. Les Jésuites s’adaptaient parfaitement à ce rôle, détestés qu’ils étaient par beaucoup de gens comme le seront plus tard les juifs, de façon tout aussi injuste.
Choiseul n’est pas le responsable principal de cette destruction, qui devait s’ensuivre, d’un ordre religieux catholique, mais il a laissé faire et même il en sera vaguement le complice, comme l’a bien montré notre historien. Choiseul appuyait aussi l’entreprise antijésuitique tout à fait semblable que menait au sud des Pyrénées le roi d’Espagne Charles III, l’un des monarques Bourbons les plus éclairés qu’on ait jamais connu en cette famille […]. »

— Emmanuel Le Roy Ladurie, Le Figaro littéraire du 28 mai 1998.

### Choiseul et les suites de la bulle Unigenitus
La bulle Unigenitus visait à supprimer le courant janséniste. Vers 1750, il était possible de penser que c'en était fini de ce courant et qu'il suffisait d'attendre pour qu'il disparaisse complètement. C'est alors que l'archevêque de Paris, Christophe de Beaumont décida de forcer les choses et exige qu'avant de recevoir les sacrements les fidèles exhibent un billet de confession qui attestait de leur fidélité à la bulle Unigenitus. Cela entraîna le sentiment de persécution des jansénistes et leur acquit le soutien de la population, qui comprenait mal toutes ces subtilités. Le Parlement de Paris présentent de 1751 à 1753 quatre remontrances au roi. Le roi y répond en exilant le Parlement en mai 1753 En septembre 1754 le Parlement revient d'exil tannique l'archevêque est exilé le 3 décembre 1754. Selon Choiseul l'archevêque de Paris a fait ce que voulait les jésuites un ordre selon lui très politique. Il écrit :

« Les Jésuites ne veulent pas être comme les Capucins un simple ordre religieux; il faut qu'en France ils intriguent, fassent du bruit, gouvernent le roi, la famille royale, les évêques, et enfin, quelque malheur qui puisse arriver au royaume, ils croient avoir besoin de gouverner un parti dans l'Etat pour conserver de la célébrité et alimenter la vanité de leur ordre. »

Il n'est pas plus tendre avec le "parti janséniste" puissant dans les parlements. Il faut se rappeler que les jansénistes de la première génération étaient issus souvent des Parlements et que la persécution qui les empêche de devenir prêtres les conduit à embrasser une carrière juridique.. Concernant le Parlement et les jansénistes, Choiseul écrit dans ces mémoires :

« Le Parlement, où il y avait un parti janséniste, se comporta comme l'esprit de parti, quand il s'empare d'une société, conduit toujours : au lieu de mettre dans ses délibérations la sagesse, la prudence et le bon exemple pour le peuple, si digne de l'ancienne magistrature, il mit dans ses délibérations une précipitation indécente ; il ordonna l'administration des sacrements ; il décréta, bannit les curés, les prêtres, envoya désespérément membres pour faire exécuter ses arrêts et ne parut pas avoir plus de mesure dans sa conduite que l'archevêque n'en avait eu dans la sienne »

### Contestation du pouvoir de Choiseul: le déclin progressif de la faveur royale

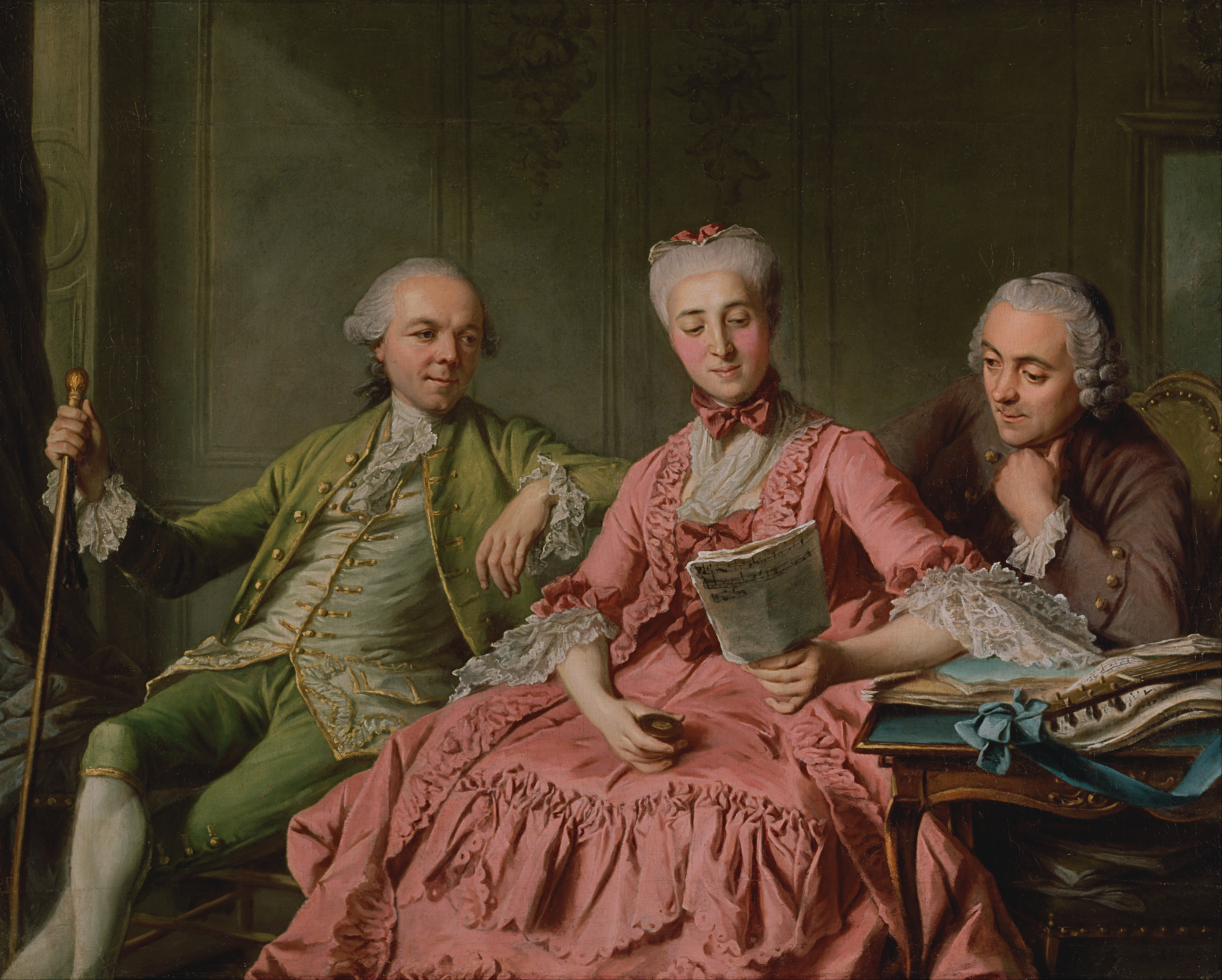
Étienne-François de Choiseul, Madame de Brionne et l’abbé Barthélemy par Jacques Wilbaut, Getty Center.

Choiseul progressivement à partir de la mort de madame de Pompadour, doit utiliser de manière permanente son habileté à maintenir son pouvoir et son influence sur Louis XV, tant celui-ci était l’objet de stratégies concurrentes pour supplanter l’influence du ministre. Par le moyen de la faveur royale, les coteries et autres clans investissaient en utilisant le moyen d’intrigantes, rêvant pour la plupart à un destin similaire à celui de madame de Pompadour. François Furet écrit : « sous Louis XV, la famille royale a transposé à la cour de France, une pièce du répertoire bourgeois. D'un côté le Roi et sa maîtresse qui règne sur Versailles et même, à en croire ses ennemis sur la politique du royaume, elle est même protectrice du “parti philosophique” […]. De l'autre côté, la Reine Marie Leczynska, malade et vieillissante, mais forte de la fidélité outragée de ses enfants, gardien de la morale et de la religion. » Pour J.F. Solnon, « le gouvernement paraît dirigé (sous Louis XV) par des intrigues de boudoir. La ville ne pense pas autrement […]. Une “grisette” dirige la Cour, décide du choix des ministres, commande aux armées, oriente la diplomatie. Ses châteaux et ses fêtes ruinent le royaume, elle vend des régiments et des places de fermiers généraux. Son désir d'amasser est insatiable. Elle "nage" dans les richesses". Nous sommes dans un jeu de miroirs et d’apparences liés au jeu social centré sur l'accaparement de la faveur publique du souverain au nom d’intérêts privés ».
Choiseul sans cesse écrivit à Louis XV pour devancer les attaques et éviter la disgrâce.
L’autre stratégie déployée par Choiseul était de prévenir de manière raffinée les attaques d’intrigantes, jouets, pour la plupart, des diverses coteries de la cour de Versailles. Ce fut le cas dans l'affaire de madame d'Esparbès : cette dernière, parente de Mme de Pompadour, accordait ses faveurs à de nombreux princes, dont Louis-Henri-Joseph, prince de Condé, puis, Mme de Pompadour étant absente, au roi lui-même. À la mort de Mme de Pompadour, le 15 avril 1764, Louis XV réserva à Mme d'Esparbès un appartement à Marly et un autre à Versailles, au point de la faire presque passer pour sa maîtresse déclarée. Choiseul tenta de lui substituer la duchesse de Gramont, qui avait 34 ans et était de son clan. Les Rohan-Soubise soutinrent quant à eux Mme d'Esparbès qui semblait bien devoir triompher, lorsqu'au printemps 1766, Choiseul introduit dans l'intimité de cette dernière une amie infidèle, qui l'interroge sur ses rapports avec le roi, et obtient des confidences scandaleuses qui furent publiées par les nouvellistes à la main. Le roi, informé par Choiseul, donna sur-le-champ ordre à Mme d'Esparbès de se retirer auprès de son mari.
Après la mort de madame de Pompadour, le duc de Choiseul caressait l'espoir de placer auprès du roi sa sœur, la duchesse de Grammont, ou toute autre femme à leur dévotion. Aussi les Choiseul n'accueillirent-ils pas d'un bon œil l’ascension de la nouvelle favorite Mme Du Barry , qui leur fit perdre une part d'influence auprès du roi. Une créature du clan Choiseul, Pidansat de Mairobert, fut le rédacteur des premières attaques, souvent triviales contre Mme Du Barry. Il suscita des chansons grivoises et même des libelles pornographiques (L’Apprentissage d’une fille de modes, ou L’Apothéose du roi Pétaud). Par la force des choses, Mme Du Barry se retrouva soutenue par le parti dévot, par le fait même qu'il était hostile à Choiseul qui, pour avoir conclu le mariage du nouveau Dauphin Louis-Auguste et de l'archiduchesse Marie-Antoinette d'Autriche, semblait encore intouchable (on pensa même régulariser la situation en la faisant officiellement épouser par le roi). Prévenue contre Mme Du Barry dès son arrivée en France, la dauphine, jeune et entière, lui voua d'emblée un mépris profond en ne lui parlant pas, ce qui était grave quand on vivait à la cour, moins parce qu'elle était favorite royale que parce qu'elle était non agréée par le parti lorrain de la cour (1770). En effet, Marie-Antoinette était de la Maison de Lorraine.

### Disgrâce et chute
Membre de la commission pour la réforme fiscale de L'Averdy, l'abbé Terray est remarqué par René-Nicolas de Maupeou, qui le fait nommer contrôleur général des finances en décembre 1769. Terray l'aide à se débarrasser de Choiseul et de son cousin Choiseul-Praslin, le 24 décembre 1770.
Sa disgrâce se dessine progressivement. L’affaire d’Aiguillon-La Chalotais mécontente Louis XV sur l'orientation libérale de son ministre dont la pratique politique s'apparentait à une cogestion implicite avec les adversaires de la monarchie absolue. La connaissance d’une négociation menée secrètement par Choiseul avec Charles III d’Espagne pour une reprise de la guerre contre l’Angleterre, guerre dont le roi ne voulait pas, accéléra la disgrâce du ministre à la fin de 1770. À cette première cause idéologique s'ajoute une raison liée à l'intimité de Louis XV. Ses ennemis, menés par la comtesse du Barry, maîtresse du roi, et le chancelier Maupeou, eurent raison de lui. Ce dernier se rapproche en effet du clan du Barry et dénonce au Roi la politique de soutien de Choiseul envers les parlementaires. Courroucé, le Roi le fut davantage encore en voyant le duc de Choiseul travailler à susciter une guerre au dehors. Un incident met un comble à l’indignation royale : le roi et Choiseul se rencontrent dans la galerie des glaces alors que le ministre était suivi d’un cortège à la tête duquel il semblait être un souverain, tandis que Louis XV à peine accompagné semblait un souverain en disgrâce. Cette circonstance décide de la chute de Choiseul, représenté aussitôt comme osant se présenter pour rival du souverain.
En 1771, à la suite d'humiliations répétées contre Mme Du Barry – entre autres au théâtre de Fontainebleau –, Louis XV décide le renvoi de Choiseul et des siens, et le fait remplacer par le duc d’Aiguillon, ce qui accroit la rancœur de Marie-Antoinette à son égard.
Le neveu du duc d’Aiguillon remet au duc de Choiseul une lettre par laquelle le Roi l’exilait non seulement avec dureté mais de manière menaçante. Le 24 décembre 1770, Choiseul recevait cette lettre du roi : « mon cousin, le mécontentement que me causent vos services me force à vous exiler à Chanteloup, où vous vous rendrez dans vingt-quatre heures. Je vous aurais envoyé beaucoup plus loin, si ce n’était l’estime particulière que j’ai pour Mme la duchesse de Choiseul, dont la santé m’est fort intéressante. Prenez garde que votre conduite ne me fasse prendre un autre parti ; sur ce, je prie Dieu, mon cousin, qu’il vous ait en sa sainte garde ». Il reçut l’ordre de se retirer dans son château de Chanteloup près d’Amboise.

## Retraite

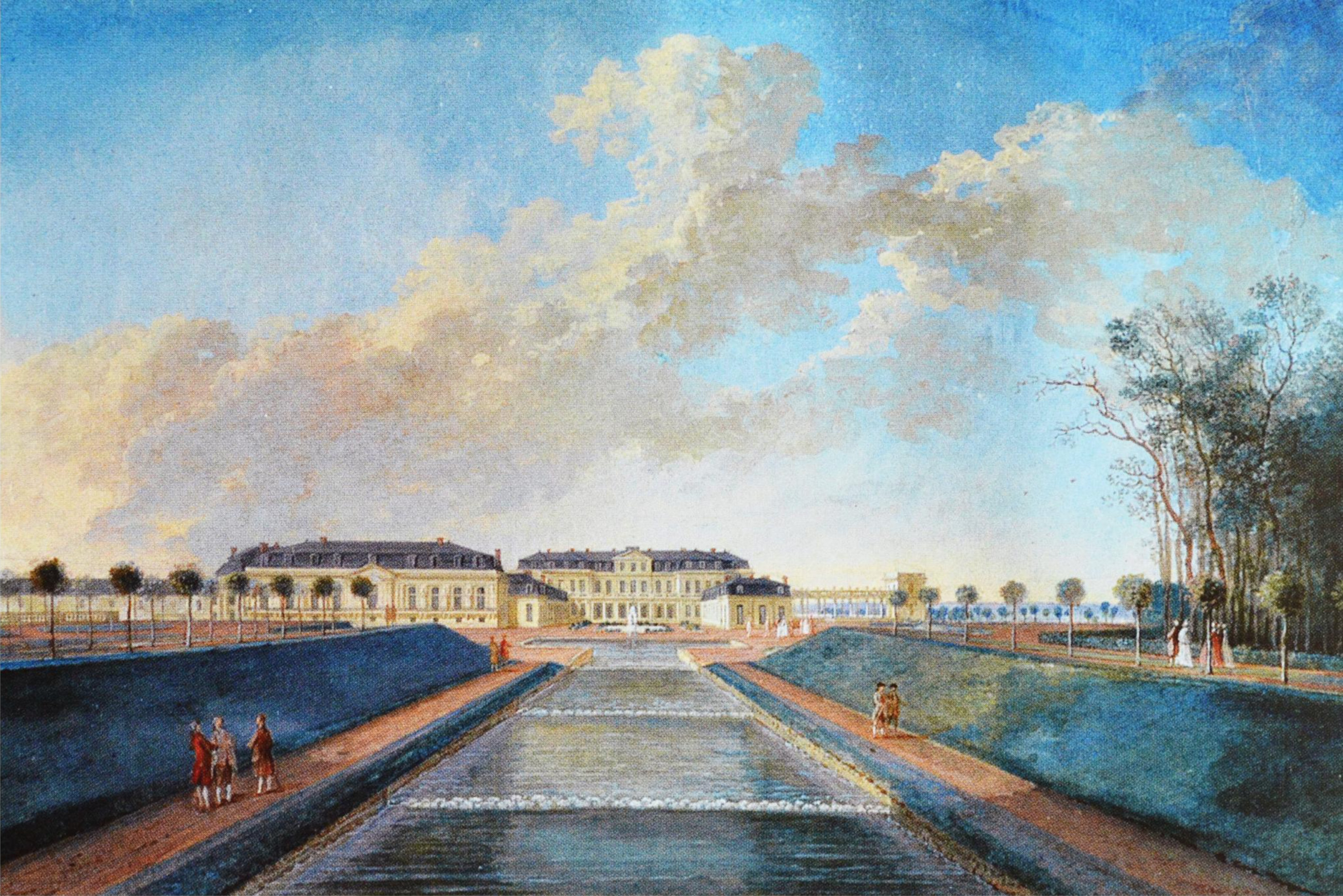
Alexis-Nicolas Pérignon, Cinquième vue du château de Chanteloup prise du milieu de la cascade, vers 1770, collection particulière.

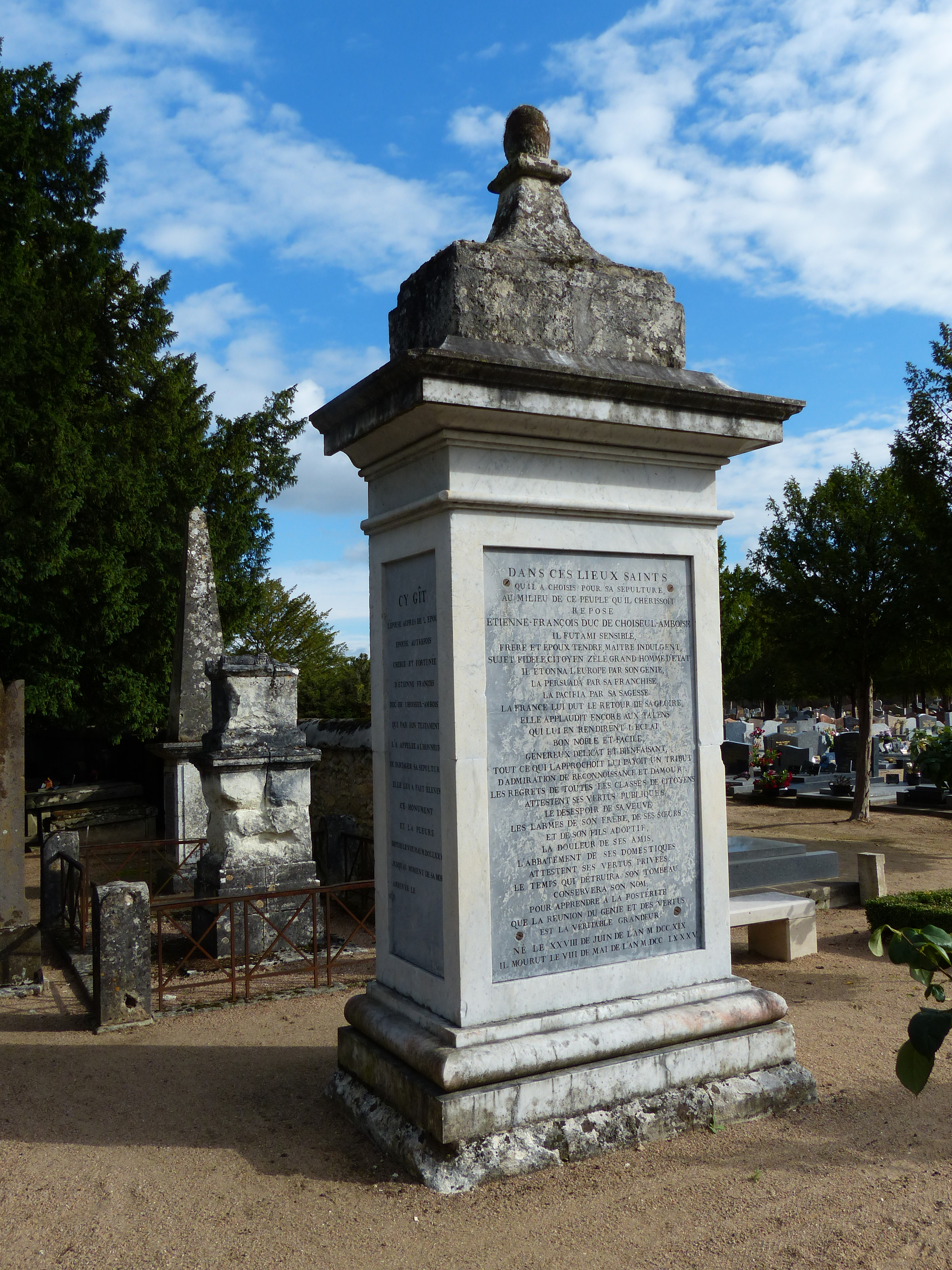
Monument funéraire du duc de Choiseul à Amboise.

En 1771, il doit démissionner de sa charge de colonel général des Suisses. Comme l’écrivit un chroniqueur : « jamais un ministre au faîte de la faveur et de la puissance ne fut aussi triomphant que le duc de Choiseul dans sa disgrâce ». Malgré tout, le roi Louis XV conserva une haute opinion de Choiseul ; apprenant le démembrement de la Pologne, il s'écria : « ah ! Cela ne serait pas arrivé, si Choiseul eût été encore ici ». L'impératrice Marie-Thérèse, après avoir formellement déploré cette situation, se satisfît parfaitement du duc d’Aiguillon, qu’elle jugea « doué de peu de génie et de talents, sans crédit et harcelé sans cesse par des factions ».
Durant son bannissement, Choiseul fut visité par des personnages puissants et apparut comme un véritable chef de l’opposition. « Le duc de Choiseul, exilé à Chanteloup, y avait toute la France », observe l’abbé Morellet en 1773. Les libelles fleurirent. Au mois de juillet 1773, Théveneau de Morande, devenu une des « créatures » du clan Choiseul, s’attaqua alors à la favorite royale, Madame du Barry. Le lieutenant général de police Sartine fait alors perquisitionner les libraires pour connaître l’éditeur. Finalement Théveneau est localisé à Londres, son arrestation échoue et c’est Beaumarchais qui est envoyé, début 1774, pour négocier avec le libelliste. La même année, lors de la constitution du gouvernement de Louis XVI, questionné sur le choix des ministres, Choiseul répond alors : « je ne vois que le comte de Vergennes pour les affaires étrangères ». En effet, malgré ses différends avec Vergennes, celui-ci, issu du courant traditionnel diplomatique du cardinal Fleury, peut être considéré comme le continuateur de la politique de redressement de Choiseul.
Marie-Antoinette considère d'un très mauvais œil le départ de Choiseul, auquel elle pensait devoir son mariage. Pendant toute sa disgrâce, elle lui témoigna une grande fidélité et le fait rappeler à l’avènement de Louis XVI, le 10 mai 1774, lui donnant une audience à Reims au moment du sacre. Cependant, Louis XVI ne pardonnait pas à Choiseul de s’être vivement opposé à son père, le dauphin Louis, à propos de l’expulsion des Jésuites, en 1764, à tel point que lorsque le Dauphin mourut en 1765, le bruit des opposants fit courir la rumeur que Choiseul l’avait fait empoisonner.
Le roi, cédant aux instances de la reine, lui permet toutefois de revenir à Paris. Il paraît de nouveau à la Cour dès le 12 juin 1774, mais à cette date, Maurepas domine le Conseil et Vergennes occupe le secrétariat d’État aux Affaires étrangères.
Louis XVI lui réserve un accueil maussade, se bornant à lui dire : « Monsieur de Choiseul, vous avez perdu une partie de vos cheveux ». Choiseul comprend qu’il n’a plus rien à espérer et repart dès le lendemain pour Chanteloup. À son décès, onze ans plus tard, il est inhumé à Amboise, où son monument funéraire est visible, au cimetière des Ursulines d'Amboise.
Le château de Chanteloup, vendu en 1786 par sa veuve au duc de Penthièvre, fut vidé de son mobilier par les saisies révolutionnaires, puis acquis par Chaptal, dont le fils, pressé par ses créanciers, le vendit à la « Bande Noire ». Cette sorte d'association de marchands de biens et de matériaux le dépèce et le démolit, à l'exception des caves, des deux pavillons de l'avant-cour et de la pagode qui, avec la forêt, fut achetée ensuite par Louis-Philippe.

## Personnalité

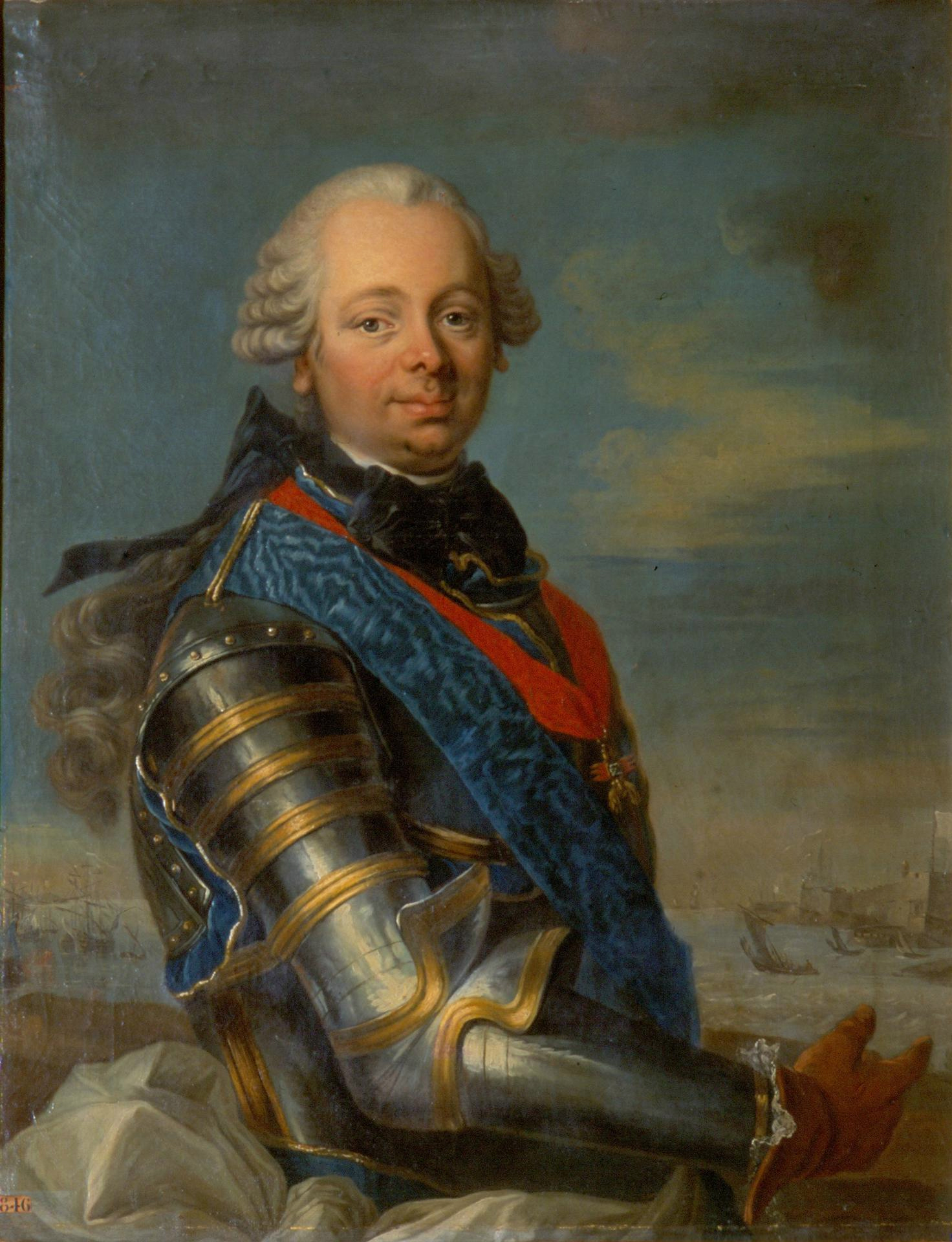
Portrait de Choiseul par Louis-Michel Van Loo.

Il usa de la séduction et de la manipulation au service d'une vision exigeante de la raison d'État, instrumentalisant par exemple la marquise de Pompadour jusqu'à en faire un objet de sa puissance, dupant le cardinal de Bernis devenu son marchepied pour accéder au pouvoir et instrumentalisant le roi d'Espagne Charles III afin d'en faire un allié docile de la France.

« Léger et frivole dans son privé jusqu’à l’effronterie, ses reparties cinglantes sont restées dans la postérité : “J'aime mon plaisir à la folie ; j'ai une très belle et très commode maison à Paris ; ma femme a beaucoup d'esprit ; ce qui est fort extraordinaire, elle ne me fait pas cocu ; ma famille et ma société me sont agréables infiniment... On a dit que j'avais des maîtresses passables, je les trouve, moi, délicieuses ; dites-moi, je vous prie, quand les soldats du roi de Prusse auraient douze pieds, ce que leur maître peut faire à cela ?”
Le duc de Choiseul est roué dans l’intrigue jusqu’au cynisme, il joignait aux grandes capacités de l’homme d’État le rayonnement d’un chef de parti, et de ce double fait il a dominé la vie politique de son temps »

.
 
Durant la guerre de Sept Ans, il organisa une politique de propagande autour de grands esprits tels Voltaire afin de contrebalancer les pamphlets de Frédéric II de Prusse rédigés contre Louis XV et madame de Pompadour. « (Choiseul) eut un atelier de satires, de chansons sur un même thème invariable, l'avilissement de Frédéric. Sur tous les tons, sur tous les airs, on chanta, on dit et redit qu'il vivait à la turque. Il n'appuyait que trop ces bruits par un cynisme étrange, l'ostentation des vices dont il était bien peu capable. Il n'était qu'un cerveau. S'il eût vécu ainsi, certes, il n'eût pas gardé cette énergie prodigieuse, cette capacité étonnante de travail jusqu'au dernier âge. Il n'est pas si facile d'être tout à la fois un Henri III et un héros. ». Frédéric II de Prusse garda d'ailleurs une rancune tenace envers le duc de Choiseul, accusé à demi-mot d'avoir fait circuler différentes rumeurs (avérées depuis par les historiens) sur son homosexualité. Selon Gleichen, il était vu par ses ennemis comme un boute-feu qui aurait embrasé l'Europe.
L'amoralisme du duc de Choiseul dans les affaires de l’amour et du pouvoir – inextricablement enchevêtrées au long de sa carrière – ne l’empêchait pas d’avoir, à la différence de plusieurs de ses rivaux, une conception sérieuse et personnelle des tâches politiques.
Il fut à la fois laïc et libéral – admirateur du système britannique – et en même temps le contempteur et l'ennemi le plus résolu de la Grande-Bretagne ; c'est ce qui constitue là encore le paradoxe chez ce libéral anglophile idéologiquement et anglophobe politiquement. Il a été considéré injustement comme n'ayant jamais eu le projet de réformer l’État (cf. les Mémoires de Charles Maurice de Talleyrand). La réalité est plus complexe. Une certaine historiographie (Michel Antoine) s'est complu à le représenter comme héritier d'un courant libéral orléaniste opposé formellement au courant plus régalien d'un cardinal de Fleury ou plus tard d'un Vergennes. La réalité est moins caricaturale (Ladurie), Choiseul dans ses fonctions d'homme d'État a été à l'origine de la modernisation des appareils de souveraineté tels que l'armée, la marine, la diplomatie, afin de préparer la revanche contre l’Angleterre. De ce fait, il a contribué de manière directe à la victoire de la guerre d'indépendance américaine.
Son domaine favori était la politique extérieure, où il incarna une vue exigeante, mais non point déraisonnable ni stérile de la fierté nationale et du « leadership » français. Selon Edgar Faure, il disputait à Kaunitz le titre de « cocher de l’Europe ».
Le duc de Choiseul avait à cœur de vivre en grand seigneur, toujours soucieux d'affirmer son rang non seulement par la politique mais aussi en tant qu'homme amateur des arts et des œuvres. Il était dans son train de vie et sa superbe souvent comparé à une autre famille historique issue de la Lorraine, les Guise, connus pour leur patronage artistique et leur mécénat tout autant que par leur rôle politique et militaire. Ses goûts artistiques étaient sûrs et incontestables. Plusieurs musées et grandes collections conservent des épaves du mobilier et de la collection du duc de Choiseul, certaines issues des saisies révolutionnaires opérées en 1794 à Chanteloup.
« Les achats et les ventes de mobiliers et d'objets d'art par les Choiseul ont jalonné l'histoire de la curiosité et des collections de 1764 à 1875, dont les ventes prestigieuses de 1793 et 1808 […] le goût Choiseul a été somptueux »
— Patrice de Vogué, Mémoire d'un chef-d'œuvre, Vaux-Le-Vicomte, 1875-2008, Imprimerie Nationale, 2008, p.44
.

## Le jugement de la postérité

### Appréciation de ses contemporains
Durant le XVIIIe siècle, le duc de Choiseul est perçu comme la quintessence de l'homme d'État dans son génie autant que dans ses chimères, il est représenté souvent comme la réincarnation du duc de Guise tant sa superbe et son éclat provoquent jalousie et haine. Il fut admiré par son disciple Talleyrand. Choiseul fut le modèle politique de Louis XVIII mais aussi de Metternich, notamment lorsque ce dernier eut à établir une politique d'équilibre et de rapprochement avec Napoléon. Beaumarchais s'est inspiré de lui pour le personnage du comte Almaviva des Noces de Figaro. Il bénéficie de l'amitié et de l'admiration de Voltaire et des encyclopédistes. Jean-Jacques Rousseau fait son éloge, de façon voilée, dans un alinéa du Contrat social, mais le ministre aurait pris le passage à contresens et se serait cru insulté. Tout en gardant une grande estime pour ses talents d'homme d'État, Rousseau fera de lui, à la suite de cette mauvaise interprétation supposée, l'un des principaux responsables des persécutions dirigées contre lui. Marie Du Deffand écrit : « Il est aussi charmant que jamais ; il n'y a plus que lui en qui on trouve de la grâce, de l'agrément et de la gaieté ; hors lui, tout est sot, extravagant ou pédant. » Le baron de Gleichen en guise d'hommage écrit à propos de Choiseul : « Il n'aimait les honneurs, la richesse et la puissance que pour en jouir et en faire jouir ceux qui l'entouraient. »
L'action politique et diplomatique du duc de Choiseul est l'objet durant la première moitié du XIXe siècle d’une assez profonde étude historiographique. Parmi les Trois Dialogues des Morts attribués à Frédéric II, roi de Prusse (1712-1786), se trouve celui qui met en scène Socrate, Choiseul et Johann Friedrich de Struensee, homme politique danois d'origine allemande (1737-1772). Choiseul est dépeint comme un homme à l'ambition démesurée dont la propension à la « grandeur » constitua une menace pour Frédéric II.
Tout au long du XIXe siècle, à l'exception notable de la IIIe République, Choiseul est considéré comme la figure politique centrale de la période pré-révolutionnaire. Louis XVIII dans ses Mémoires publiés en 1832 avouait sa grande admiration pour Choiseul, ce « grand politique ». Pour Gaëtan de Raxis de Flassan, auteur d'une Histoire générale et raisonnée de la diplomatie française publiée en 1811, « Le duc de Choiseul […] son goût, ses talens, la considération dont il jouissait dans les cours étrangères, le rappelaient à ce poste, le plus important de tous. Il y portait de la grandeur, de la fermeté, de la franchise, et surtout un coup d'œil rapide qui lui faisait distinguer ce qui dans les anciens systèmes, à l'égard des diverses puissances, devait être maintenu, modifié ou rejeté. Il avait, ce qui avait de propre au génie, beaucoup d'aperçus neufs et frais ».
On connaît la description de Choiseul faite par Alexandre Dumas dans son roman Joseph Balsamo, dans un dialogue imaginé entre le duc de Richelieu et Madame du Barry, qui synthétise la représentation du XIXe siècle : l'homme des paradoxes, à la fois au faîte de la puissance du fait de son génie politique et au bord de la disgrâce du fait de la jalousie qu'il suscite chez ses opposants, au premier chef chez Madame Du Barry. Le duc est peint comme un Machiavel moderne, aimant à déstabiliser les esprits les plus roués tels le maréchal de Richelieu.
Pour Charles de Mazade, « le duc de Choiseul fut un moment le roi, le dictateur tout-puissant […] d’avoir eu tous les dehors de la grandeur, d’avoir ressemblé à un contemporain de Louis XIV égaré dans le XVIIIe siècle. Pendant douze années, il tint d’une main ferme et souple les affaires de l’État. [Il avait] les vues et la ferme trempe d’un politique capable de concevoir la seule pensée patriotique qui se soit fait jour dans le XVIIIe siècle : c’était de fonder l’alliance du midi par le pacte de famille de 1761 et de préparer la France à retrouver sa puissance amoindrie par les dernières guerres. M. de Choiseul avait évidemment quelques-unes des qualités de l’homme d’État, le coup d’œil, l’esprit d’initiative, la hardiesse de conception, et ce qu’on appellerait de nos jours le sentiment de la grandeur de la France ; il avait en même temps les faiblesses de sa nature, la légèreté et l’étourderie audacieuse. Son grand art était d’éblouir et de gagner l’opinion en dissimulant ses fautes mêmes sous cette brillante aisance qui le faisait appeler par l’impératrice Catherine de Russie le cocher de l’Europe. Ce n’était pas un homme d’État méthodique, c’était un joueur hardi qui réussit tant que Mme de Pompadour fut là ; sa fortune eut une chance de moins à la mort de la marquise en 1764. ».

### Perception dans l'historiographie républicaine
À partir du milieu du XIXe siècle, Choiseul subit les foudres de l'histoire républicaine : Michelet[Où ?] mêle dans son opprobre indistinctement Louis XV et ses ministres, en premier lieu Choiseul. Celui-ci est dépeint par Michelet comme tyrannisant le roi : « C'est la jouissance peureuse du mauvais écolier (Louis XV) qui croit faire un tour à ses maîtres. Nulle part il n'est plus misérable. Il s'égare en ses propres fils, veut tromper ses agents, ment à ceux qui mentent pour lui, il perd la tête et convient qu'il "s'embrouille". Là son tyran Choiseul le pince et l'humilie. Il se renfonce dans l'obscur, dans la vie souterraine d'un rat sous le parquet. Mais on le tient : Versailles tout entier est sa souricière. L'affaire d'Éon […] illumine le rat dans ses plus misérables trous. Choiseul y est cruel, impitoyable pour son maître. On ne s'étonne pas de la haine fidèle que lui garda un homme qui haïssait peu (Louis XVI). » Choiseul est pour Michelet le représentant honni de la Lorraine autrichienne, une réincarnation du clan des Guise.
Dans la seconde partie de la Troisième République, dans un contexte de la lutte avec l'Allemagne, il est réhabilité par Lavisse et par une historiographie sensible à l'effort de redressement politique et militaire amorcé par Choiseul. Cette lecture s'amplifie avec les travaux d'Edgar Faure dans les années 1960, qui restituent Choiseul dans son œuvre d'homme d'État. Il fut ensuite, notamment à la fin du XXe siècle, largement préempté en tant qu'homme d'État d'inspiration libérale (en termes politiques). Ainsi l'historien Emmanuel Le Roy Ladurie le voit-il en continuateur de la politique intérieure du Régent Philippe d'Orléans (1715-1723). [réf. nécessaire]
Pour Emmanuel Le Roy Ladurie, l'année 1763 « marque le début d'un déclin plus que bi-séculaire de la France, du moins du point de vue de la puissance » ; Choiseul est néanmoins inscrit dans une phase « ouverte » de l'histoire de la monarchie française, marquée par une certaine prospérité économique et un pragmatisme idéologique propre à tout effort de modernisation. « Périodes d'ouverture : Anne de Beaujeu, Henri III, la Régent Philippe d'Orléans, Choiseul, phases au cours desquelles la France s'approche quelque peu, de très loin, et sans jamais égaler celles-ci, du "paradis" des libertés anglaises. » En opposition avec « les périodes de rigueur : Louis XI, Louis XIV, le comte Pierre d'Argenson, Maupeou, périodes caractérisées par le trinôme autorité-fiscalité-voire intolérance ». Le Roy Ladurie le reconnaît sans ambages : « Mes sympathies de citoyen vont bien sûr davantage aux phases d'ouverture plus ou moins "à l'anglaise" ». [réf. nécessaire]
Pour l'historien Guy Chaussinand-Nogaret, Choiseul est le prédécesseur généalogique de la gauche politique française.
Libéral en politique intérieure, conservateur en politique extérieure, régalien dans le renforcement de l'État, libéral en économie, Choiseul déroute et surprend les regards historiographiques trop linéaires. Dans le personnel politique européen de cette époque, il est avec Pitt l'homme d'État ayant la vision la plus mondiale des enjeux diplomatiques. Sa vision stratégique l'a conduit à percevoir mieux que d'autres le caractère international de la guerre de Sept Ans (Jonathan R. Dull) et anticiper de manière remarquable la guerre d'indépendance américaine.

### Choiseul était-il un libéral?
Pour les tenants d’un absolutisme monarchique, Choiseul avait devancé la conception du libéralisme parlementaire mis au service d’une monarchie constitutionnelle et arbitrale. Sans souscrire totalement à cette idée, il faut bien constater qu’à la différence de ses contemporains européens, Choiseul était considéré par l'opinion publique française comme une sorte d'opposant de l'intérieur à la politique de la monarchie absolue. C’est ce qui en fait une figure non seulement singulière mais très intéressante sur le plan de l’étude du gouvernement. Chez Choiseul, le service de l’État est disjoint de la croyance à la monarchie de type absolutiste, contrairement à un Olivarès premier ministre de Philippe IV d'Espagne au début du XVIIe siècle, qui s’acharna à centraliser et le pouvoir politique et le pouvoir de l’État au nom d’une vision mystique de la monarchie ; Contrairement aussi à Fleury, Choiseul est plus que réservé sur l’idée d’une « monarchie universelle » (J Eliott). Il est en « bon sceptique », le serviteur soucieux d’un État mais dont la tête (Le roi) ne serait qu’une figure de représentation. D’où l’admiration méfiante de Louis XV et la haine des conservateurs (duc d’Aiguillon). Pour autant cette lecture, si elle paraît séduisante après coup, ne peut faire abstraction d'un autre fait tout aussi marqué : l'obsession qu'a entretenue Choiseul de la revanche vis-à-vis de l’Angleterre; cette volonté systématique le conduisit à indexer l'autorité de Louis XV face aux Parlements au profit d'une politique active de réarmement afin de réparer l'humiliation subie au traité de Paris de 1763. Cette démarche ne pouvait se faire sans l'appui des parlementaires notamment concernant le vote de nouveaux financements pour la reconstruction de l’appareil militaire.

## Un amateur d'Art
Lors du partage de la succession de son père, en 1754, son épouse, Louise Honorine Crozat du Châtel, hérite à Paris de l'hôtel Crozat, construit rue de Richelieu entre 1704 et 1707 pour son grand-oncle Pierre Crozat, un financier célibataire, collectionneur de peintures, de dessins et de sculptures constituant la collection Crozat. Depuis sa construction, l'hôtel a déjà été remanié plusieurs fois, par Pierre Crozat lui-même, puis par son neveu, Louis François Crozat, marquis du Châtel, le père de Louise Honorine. Etienne François de Choiseul y dispose la collection de tableaux qu'il commence à se constituer à l'occasion de son ambassade à Rome, de 1753 à 1757. 
Dès les années 1740, il protège le jeune peintre Hubert Robert, fils de son intendant. Il lui obtient une place à l'Académie de France à Rome, où il l'emmène avec lui en prenant son ambassade, à l'automne 1754. Hubert Robert séjourne à Rome jusqu'en 1765 et exécutera plusieurs peintures pour Choiseul.
A la fin des années 1760, il entreprend, à son tour, des travaux dans l'ancien hôtel Crozat, devenu hôtel de Choiseul : agrandissement et transformation du plafond du salon octogonal, pose de parquets marquetés en étoile... Trois pièces de l'hôtel à cette époque sont figurées sur les miniatures de l'une des tabatières Choiseul, conservée depuis 2023 au Musée du Louvre, et constituent un précieux témoignage sur l'Art décoratif à la fin du règne de Louis XV. L'exil de Choiseul, à partir du mois de décembre 1770, l'empêche de résider dans son hôtel de la rue de Richelieu et l'oblige à réduire son train de vie. Cet exil va durer jusqu'à la mort de Louis XV, en mai 1774. Le graveur Pierre-François Basan publie en 1771 un album de 128 gravures de la collection de tableaux conservée dans l'hôtel, collection composée de nombreuses peintures flamandes et hollandaises, qui est finalement dispersée aux enchères sur place en avril 1772 ,.
A partir de 1781, l'hôtel et son jardin sont l'objet d'une opération immobilière et sont lotis. À ce moment, l'hôtel de Laborde devient sa résidence parisienne.
En novembre 1758, Choiseul reçoit de Louis XV les titres héréditaires de duc de Stainville, dit de Choiseul, et pair de France.
En juillet 1760, il est nommé gouverneur de la Touraine.
En février 1761, il achète au marquis d'Armentières, le domaine de Chanteloup, près d'Amboise, en Touraine, avec son château, que Choiseul va faire agrandir et embellir par son architecte, Louis-Denis Le Camus.
En février 1764, il est fait duc de Choiseul d'Amboise, dit de Choiseul, et pair de France.
Il fait aménager son château de Chanteloup pour pouvoir y recevoir à la mesure de sa position et y reçoit de nombreuses visites.
A la fin des années 1760, deux tabatières Choiseul sont exécutées, ornées de miniatures exécutées par Louis-Nicolas van Blarenberghe, l'une (au Metropolitan Museum of Art de New-York) représentant sous différents angles, les extérieurs du château de Chanteloup, l'autre (au Musée du Louvre) mettant en scène le duc de Choiseul dans différents décors de ses fonctions ministérielles.
Vers 1775, il fait édifier une fabrique, la pagode de Chanteloup, aujourd'hui l'un des principaux vestiges du domaine, et transformer une partie du parc en jardin anglo-chinois . Malgré son nom, la pagode, ornée de colonnes et de pilastres, ne comporte aucun attribut architectural la rattachant à la Chine.
A partir de 1771, il réside constamment à Chanteloup jusqu'en 1774, puis souvent jusqu'à sa mort, survenue à Paris, en son hôtel, paroisse Saint-Eustache, le 8 mai 1785. Il est inhumé le 13 mai à Amboise, paroisse Saint-Denis hors,.
Son monument funéraire, au cimetière des Ursulines d'Amboise, est inscrit aux Monuments historiques depuis un arrêté du 27 juin 1962. 
Sa succession comporte un important passif, que sa veuve, Louise Honorine, va s'appliquer à apurer en sacrifiant sa propre fortune.
Le duché-pairie de Choiseul-Amboise est vendu le 20 juillet 1786 à Louis Jean Marie de Bourbon, duc de Penthièvre.
Le 18 décembre 1786, le reste de sa collection d'objets d'Art est dispersé à son tour. Une partie est achetée par le duc de Penthièvre et reste au château de Chanteloup, qui sera vidé de son contenu par les saisies révolutionnaires. Chanteloup est acquis en 1802 par Jean-Antoine Chaptal, dont le fils, pressé par ses créanciers, le vendit en 1823 à la « Bande Noire ». Cette sorte d'association de marchands de biens et de matériaux le dépèce et le démolit vers 1825, à l'exception des caves, des deux pavillons de l'avant-cour et de la pagode. Cette dernière, avec la forêt attenante, est achetée en 1823 par Louis-Philippe d'Orléans, petit-fils du duc de Penthièvre, et subsiste aujourd'hui.

## Titres
- Comte de Choiseul[54] ;
- Marquis d'Estainville et de La Bourdaisière[54],[55] ;
- 1er duc de Stainville dit « de Choiseul » et pair de France (1758) ;
- 1er duc d'Amboise dit « de Choiseul » et pair de France (1764) ;

## Décorations
| Chevalier du Saint-Esprit | Chevalier de la Toison d'or |

- Chevalier du Saint-Esprit (Versailles, 2 février 1757)[55] ;
- Chevalier de la Toison d'or (ordre espagnol, 1761, brevet no 756) ;

## Armoiries
Armes du duc de ChoiseulD'azur, à la croix « billetée » d'or,,.
Armes des Choiseul-Stainville(1) D'azur, à la croix d'or, cantonnée de vingt billettes du même, cinq dans chaque canton, 2, 1 et 2 qui est de Choiseul, et chargé en cœur d'une croix ancrée de gueules qui est de Stainville.
« Alias »(2) Écartelé de Choiseul et de Stainville.
- Supports : deux lions d'or[58].

(1) De Choiseul ; sur le tout, de Stainville.
(2) Écartelé de Choiseul et de Stainville.

## Iconographie
- Un portrait à mi-corps, assis à un bureau, par Louis Michel Van Loo (1763), reproduit partiellement sur cette page (anc. collection de Louis XV, musée national du château de Versailles), fut gravé par Fessard en 1769; il en existe des répliques d'atelier et copies anciennes, certaines d'après l'estampe et avec des variantes, à la mairie d'Amboise (qui en conserve un autre de Choiseul plus jeune en buste, daté, et un troisième, de celui-ci cuirassé, désignant une bataille), Coutances, Limeray, Versailles, et dans des collections particulières;
- un portrait, également à mi-corps, cuirassé, de l'atelier du même peintre (dépôt du musée de Versailles au musée des beaux-arts de Tours en 1927);
- un médaillon en bronze dans un cadre de bronze ciselé et doré, portant l'inscription "Et.F (Étienne-François) de Choiseul-Amboise, pair de France" au musée Nissim-de-Camondo à Paris (no 431 de la 3e édit. du catalogue, après 1936).
- Un pastel attribué à Johann Heinrich Schmidt, conservé au département des Arts graphiques du Musée du Louvre le représente en buste[60].

## Filmographie
| Œuvre                                        | Type                 | Réalisateur                                     | Année                                    | Interprète du rôle de Choiseul |
| -------------------------------------------- | -------------------- | ----------------------------------------------- | ---------------------------------------- | ------------------------------ |
| Madame du Barry                              | Long métrage         | Ernst Lubitsch                                  | 1919                                     | Reinhold Schünzel              |
| Madame du Barry                              | Long métrage         | William Dieterle                                | 1934                                     | Henry O'Neill                  |
| Remontons les Champs-Élysées                 | Long métrage         | Sacha Guitry                                    | 1938                                     | Jean Périer                    |
| La Du Barry était une dame                   | Long métrage musical | Roy Del Ruth                                    | 1943                                     | Donald Meek                    |
| Madame du Barry                              | Long métrage         | Christian-Jaque                                 | 1954                                     | Massimo Serato                 |
| Napoléon                                     | Long métrage         | Sacha Guitry                                    | 1955                                     | Marcel Journet                 |
| Marie-Antoinette, reine de France            | Long métrage         | Jean Delannoy                                   | 1956                                     | Raphaël Patorni                |
| La caméra explore le temps : Duc de Choiseul | Série télévisée      | Stellio Lorenzi, André Castelot et Alain Decaux | 1957                                     |                                |
| La caméra explore le temps : L'affaire Calas | Série télévisée      | Stellio Lorenzi, André Castelot et Alain Decaux | 1963                                     | François Darbon                |
| The Fanatics                                 | Série télévisée      |                                                 | 1968                                     | Tom Criddle                    |
| Marie-Antoinette                             | Long métrage         | Sofia Coppola                                   | 2006                                     | Jean-Christophe Bouvet         |
| Jeanne Poisson, marquise de Pompadour        | Téléfilm             | Robin Davis                                     | 2006                                     | Albert Goldberg                |
| Voltaire et l'affaire Calas                  | Téléfilm             |                                                 | 2007                                     | Michel Voïta                   |
| Nicolas Le Floch                             | Série télévisée      |                                                 | 2008-                                    | Paul Minth                     |
| Louis XV, le Soleil noir                     | Documentaire-fiction | Thierry Binisti                                 | Diffusé le 25 décembre 2009 sur France 2 | Benoit Solès                   |
| Jeanne du Barry                              | Long métrage         | Maïwenn                                         | 2023                                     | Patrick d'Assumçao             |